# نادي ليفربول
نادي ليفربول لكرة القدم (بالإنجليزية: Liverpool Football Club) وغالباً ما يعرف اختصاراً باسم ليفربول (بالإنجليزية: Liverpool) هو نادي كرة قدم إنجليزي محترف، تأسس بتاريخ 15 مارس 1892، بمدينة ليفربول، في إقليم الميرسيسايد بإنجلترا، على يد رجل الأعمال الإنجليزي جون هولدينغ. يَشتَهر الفريق بألوانه الحمراء، لهذا يكنى بلقب «الريدز» (بالإنجليزية: The Reds) (بالعربية: الُحمرْ) ويلعب الفريق حاليّاً في الدوري الإنجليزي الممتاز.
نادي ليفربول حصد 14 لقبًا على مستوى القارة الأوروبية، حيث فاز بألقاب أوروبية أكثر من أي نادي إنجليزي آخر، بعدما حقق لقب دوري أبطال أوروبا 6 مرات آخرها عام 2019، متأخراً عن ريال مدريد بتسعة ألقاب وعن إيه سي ميلان بلقب واحد، وفاز بلقب كأس الاتحاد الأوروبي 3 مرات، وفاز أيضاً بلقب كأس السوبر الأوروبي 4 مرات، وفاز بلقب كأس العالم للأندية مرة واحدة. أما من ناحية التصنيف الأوربي فيحتل المرتبة 42 على مستوى الفرق الأوروبية، وفقاً لتصنيف الاتحاد الأوروبي لكرة القدم، اعتماداً على النتائج التي حققها في المسابقات الأوروبية في السنوات الخمس الأخيرة.
محلياً، ليفربول هو أكثر الأندية الإنجليزية فوزاً بلقب الدوري بـ20 بطولة، مُناصفةً مع مانشستر يونايتد. أيضاً حصل ليفربول على بطولة دوري لانكشر وحيدة في عام 1892، وفاز بلقب دوري الدرجة الثانية 4 مرات. أما على مستوى الكؤوس فقد حصل الفريق على 16 لقباً في درع المجتمع الإنجليزي، و8 ألقاب في كأس الاتحاد الإنجليزي، و10 ألقاب في كأس الرابطة الإنجليزية. ليصبح بذلك مجموع بطولاته المحلية نحو 58 لقباً. بعد تأسيس نادي ليفربول في عام 1892، شارك في دوري كرة القدم في السنة التي تلتها. وتعتبر الفترة الأكثر نجاحاً لليفربول هي فترة السبعينيات والثمانينيات، عندما قاد بيل شانكلي وبوب بيزلي النادي لتحقيق أحد عشر لقب دوري وسبع كؤوس أوربية. ليفربول لديه منافسات طويلة مع جاره إيفرتون ومانشستر يونايتد ومانشستر سيتي وتشيلسي. يلعب الفريق بالملابس الحمراء منذ عام 1964 عندما غيّر بيل شانكلي ملابس الفريق من القميص الأحمر والسروال الأبيض إلى اللون الأحمر. نشيد النادي هو «لن تسير لوحدك أبدا» والتي يقوم الجمهور بغنائها قبل بداية كل مباراة على أرضه. يلعب النادي في ملعبه الأنفيلد منذ تأسيسه.
يلعب نادي ليفربول كل مبارياته الرسمية في ملعب الأنفيلد (بالإنجليزية: Anfield)، والذي يتسع لحضور 61،276 متفرج. يعتبر نادي إيفرتون الغريم التاريخي لنادي ليفربول، حيث يجمع بينهما مباراة ديربي شهيرة تعرف بديربي الميرسيسايد، والذي يمثل ديربي بين أفضل فريقين في مدينة ليفربول. من جهة أخرى، يعتبر نادي مانشستر يونايتد العدو اللدود لنادي ليفربول، فتلك المواجهات تعتبر من أهم المنافسات الرياضية في كرة القدم الإنجليزية، حيث تجمع أكثر ناديين تحقيقاً للألقاب، حيث حقق ليفربول 69، بينما حقق مانشستر يونايتد 68 بطولة، وقيل عنها أنها «المباراة الأكثر شهرة في كرة القدم الإنجليزية». جماهير النادي كانت طرف في كارثتين، الأولى كانت كارثة ملعب هيسل في عام 1985، عندما انهار جدار تحت ضغط الجمهور الهارب في ملعب هيسل، نتيجة لأعمال شغب قبل بداية مباراة نهائي كأس الأندية الأوروبية البطلة 1985 بين نادي ليفربول الإنجليزي ونادي يوفنتوس الإيطالي. مما تسبب في وفاة 39 شخصاً وإصابة 600 شخصاً. أما الثانية فكانت كارثة هيلزبرة في عام 1989 في ملعب هيلزبرة، ملعب نادي شيفيلد وينزداي، خلال مباراة كرة قدم بين نوتينغهام فورست ونادي ليفربول ضمن الدور قبل النهائي من بطولة كأس الاتحاد الإنجليزي. مما تسبب في وفاة 96 شخصاً وإصابة العديد من الأشخاص.
اقتصادياً، وبحسب تقرير مجلة فوربس المعروف باسم قائمة فوربس لأغنى أندية كرة القدم في العالم، يُعتبر نادي ليفربول عاشر أغنى نادي في العالم والخامس في إنجلترا، حيث بلغت قيمته السوقية في عام 2014: 691 مليون دولار أمريكي. أيضا يحتل النادي المركز الثامن في ترتيب قائمة أغلى 10 علامات في كرة القدم بقيمه تبلغ 280 مليون يورو. واحتل النادي المركز الثاني عشر في الإحصائية السنوية المعروفة باسم قائمة ديلويت لأغنى أندية كرة القدم في العالم التي تنشرها شركة ديلويت توش توهماتسو، بعدما بلغت قيمة دخل النادي نحو 240.6 مليون يورو. منذ 15 أكتوبر 2010، أصبح النادي ملكاً لمجموعة فينواي الرياضية، بعدما اشترت ملكية النادي مقابل 300 مليون جنيه إسترليني £. ومن ناحية أخرى يُعتبر نادي ليفربول عضواً مؤسساً في مجموعة جي-14 للأندية القيادية الأوروبية، التي أُلغيت حاليّا واستبدلت برابطة الأندية الأوروبية.

## التاريخ

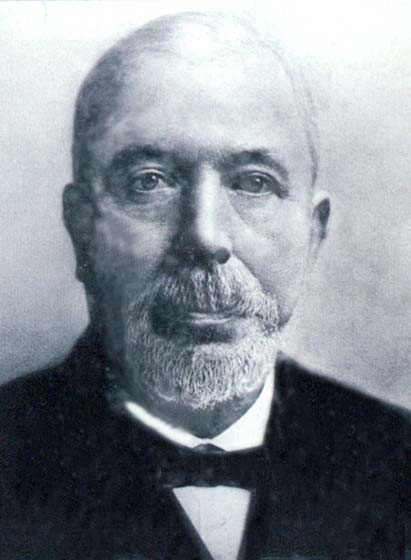
جون هولدينغ، مؤسس نادي ليفربول.

تأسس نادي ليفربول لكرة القدم بعد خلاف بين إدارة نادي إيفرتون ورئيس النادي ومالك أرض الأنفيلد جون هولدينغ. بعد ثماني سنوات في الملعب انتقل نادي إيفرتون إلى الغوديسون بارك في 1892 وأسس جون هولدينغ نادي ليفربول ليلعب على أرض الأنفيلد. في البداية سُمي النادي "نادي إيفرتون لكرة القدم والأراضي الرياضية المحدودة (بالإنجليزية: Everton F.C. and Athletic Grounds Ltd)" أو إيفرتون الرياضي اختصاراً. تغير اسم النادي إلى ليفربول لكرة القدم في مارس 1892 (بالإنجليزية: Liverpool F.C.) وحصل على الاعتراف الرسمي بعد ثلاثة أشهر في يونيو؛ بعد رفض اتحاد كرة القدم الاعتراف باسم إيفرتون. الفريق فاز بدوري لانكشر في أول موسم، وانضم لدوري كرة القدم الدرجة الثانية في موسم 1893–94. بعد أن أنهى الموسم في المركز الأول انتقل النادي إلى الدرجة الأولى، التي فاز بها في 1901 ومرة أخرى في 1906.
وصل ليفربول لنهائي كأس الاتحاد الإنجليزي لأول مرة في 1914، وخسر 1-0 من نادي بيرنلي. فاز ليفربول ببطولة الدوري على التوالي في 1922 و 1923، لكن لم يفز بأي بطولة أخرى حتى موسم 1946-1947، عندما فاز النادي ببطولة دوري الدرجة الأولى للمرة الخامسة تحت قيادة لاعب وست هام يونايتد السابق جورج كاي. تعرض ليفربول لخسارة ثانية في نهائي كأس الاتحاد في 1950 من نادي أرسنال. هبط النادي للدرجة الثانية في موسم 1953-1954. بعد فترة وجيزة خسر ليفربول من نادي وورسستر سيتي الذي لا يلعب في دوري في كأس الاتحاد الإنجليزي، وعين بيل شانكلي مدرباً. عند وصوله سرح 24 لاعباً وحول غرفة تخزين أحذية في الأنفيلد إلى غرفة يجتمع فيها المدربون ويناقشون الإستراتيجية، هنا بدأ شانكلي بالاجتماع مع أعضاء «غرفة الأحذية» الآخرون جوي فاغان وروبن بينيت وبوب بيزلي في تشكيل الفريق.

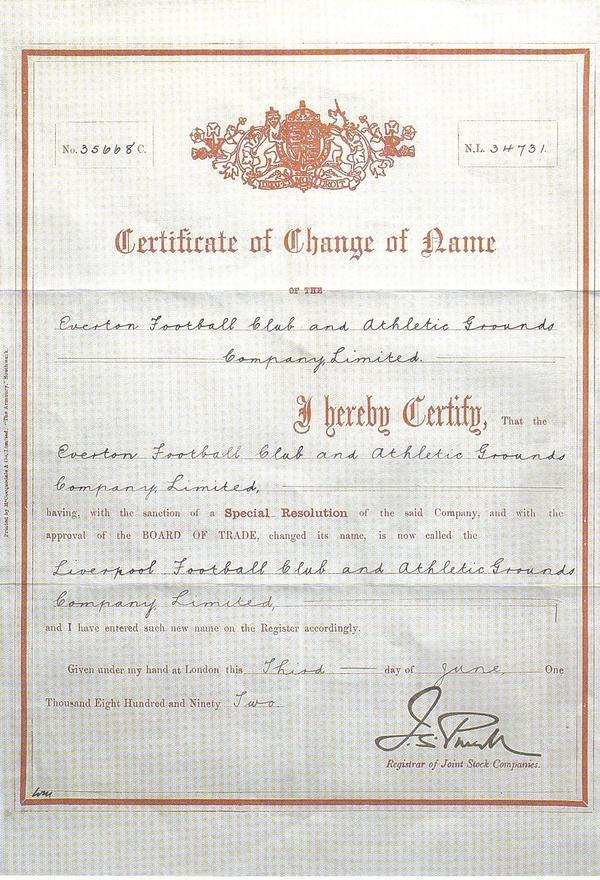
شهادة تغيير الاسم لنادي ليفربول لكرة القدم.

صعد النادي للدرجة الأولى مرة أخرى عام 1962 وفاز بها في 1964، لأول مرة خلال 17 سنة. في 1965، فاز النادي بكأس الاتحاد الإنجليزي لأول مرة. في 1966، فاز النادي بالدرجة الأولى لكن خسر لصالح بروسيا دورتموند في نهائي كأس الاتحاد الأوروبي للأندية أبطال الكؤوس. ليفربول فاز بالدوري وكأس الاتحاد الأوربي في موسم 1972–73، وكأس الاتحاد الإنجليزي في الموسم التالي. بعد ذلك اعتزل شانكلي وحل محله مساعده بوب بيزلي. في 1976، موسم بينزي الثاني كمدرب، فاز ليفربول بثنائية الدوري وكأس الاتحاد الأوروبي مرة أخرى. وفي الموسم الذي يليه حافظ النادي على الدوري وفاز بكأس أوروبا لأول مرة، لكن خسر في نهائي كأس الاتحاد الإنجليزي 1977. ليفربول احتفظ بلقب كأس أوروبا في 1978 والدرجة الأولى في 1979. خلال موسم بيزلي التاسع كمدرب كان ليفربول قد فاز 21 بطولة، تشمل 3 كؤوس أوروبا، بطولة كأس اتحاد أوروبي، ستة بطولات دوري، وثلاث بطولات كأس الرابطة متتالية. البطولة المحلية الوحيدة التي لم يفز بها هي بطولة كأس الاتحاد الإنجليزي.
اعتزل بيزلي في 1983 وحل محله مساعده جو فاغان. ليفربول فاز بالدوري وكأس الرابطة وكأس أوروبا في موسم فاغان الأول، وأصبح أول نادي إنجليزي يفوز بثلاث بطولات في موسم واحد. ليفربول وصل لنهائي كأس أوروبا مرة أخرى في 1985، ضد يوفنتوس في ملعب هيسل. قبل بداية المباراة، جماهير ليفربول كسرت السياج الفاصل بين جماهير الناديين، واتهموا جماهير يوفنتوس. الوزن الناتج من الناس تسبب في انهيار الجدار، مما تسبب في مقتل 39 من الجماهير معظمهم إيطاليون. الحادثة باتت معروفة بـكارثة ملعب هيسل. المباراة لُعِبت بالرغم من احتجاجات كلا المدربين، ليفربول خسر بنتيجة 1-0. كنتيجة للحادثة، حُرمت الأندية الإنجليزية من المشاركة الأوروبية لخمس سنوات، حصل ليفربول على منع لعشر سنوات، لكن خُفف في ما بعد لستة سنوات. أربعة عشر من جماهير ليفربول تحصلوا على إدانات بالقتل غير المتعمد.

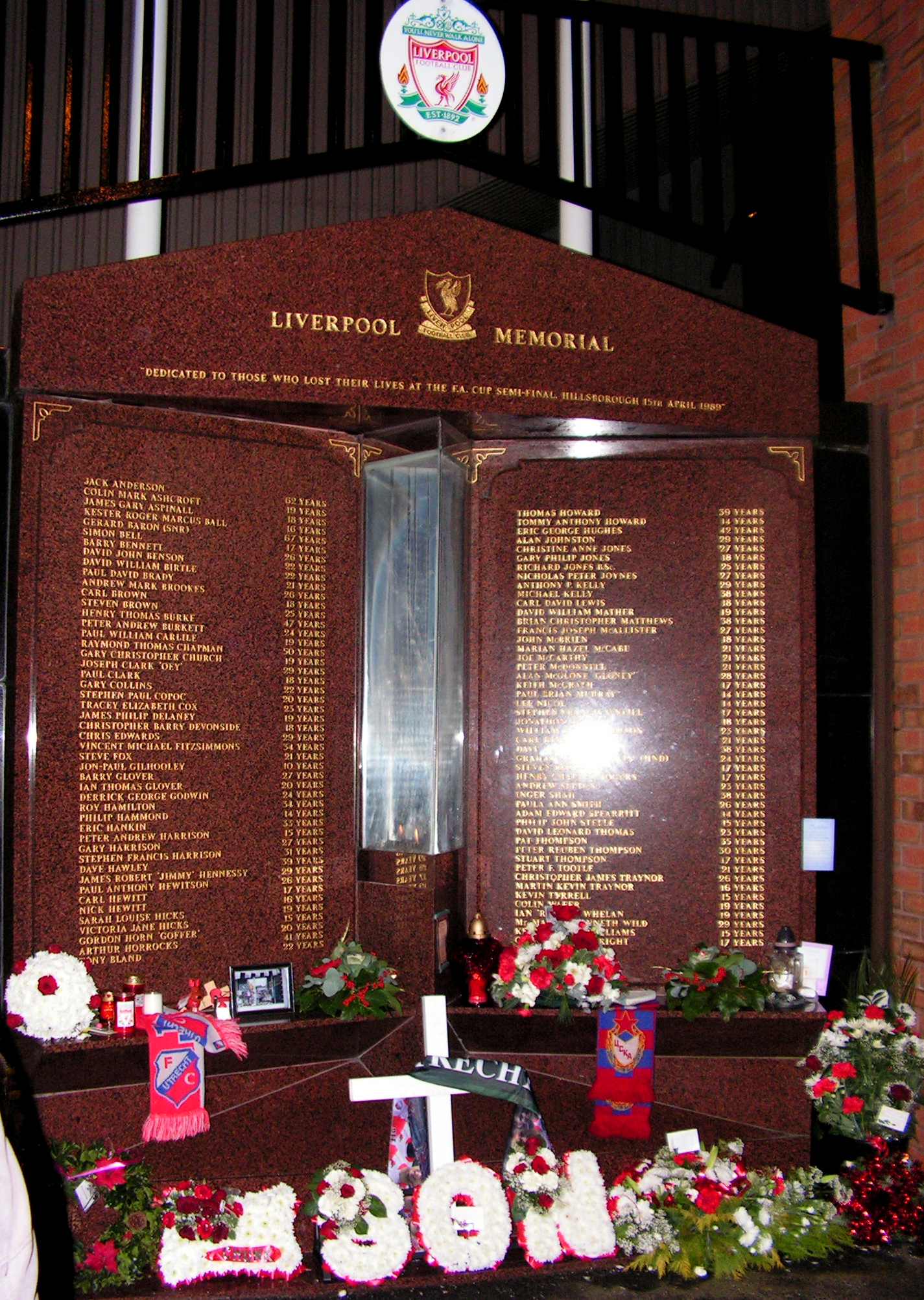
نصب هيلزبرة التذكاري، الذي نقش عليه أسماء الستة وتسعين الذين لقوا حتفهم في كارثة هيلزبرة.

فاغان أعلن اعتزاله قبيل الكارثة وعيّن كيني دالغليش كلاعب ومدرب. خلال هذه الفترة، الفريق فاز بثلاثة ألقاب دوري وكأسي اتحاد، منها ثنائية كأس الاتحاد وكأس الرابطة في موسم 1985–86. كارثة هيلزبرة عتمت على نجاح ليفربول، في نصف نهائي كأس الاتحاد الإنجليزي ضد نوتينغهام فورست في 15 أبريل 1989، مئات من جماهير ليفربول سُحِقوا على السياج المحيط بالملعب. أربعة وتسعون شخصاُ لقوا حتفهم ذلك اليوم، الضحية الخامسة والتسعون تُوفي في المستشفى متأثراً بإصاباته بعد أربعة أيام والضحية السادسة والتسعون تُوفي بعد أربع سنوات تقريباً، دون أن يستعيد وعيه. بعد كارثة هيلزبرة كان هناك مراجعة حكومية لأمان الملعب. تقرير تايلور الناتج عن المراجعة مهد الطريق لتشريعات تطلب من جميع فرق الدرجة الأولى أن يكون في ملاعبها مقعد لكل متفرج. بيّن التقرير أن السبب الرئيسي للكارثة هو الاكتظاظ الناتج عن فشل سيطرة الشرطة.
ليفربول كان طرفاً في نهاية الدوري الأكثر تقارباً في الدوري موسم 1988–89. ليفربول أنهى الموسم متساوياً مع نادي آرسنال بالنقاط وفارق الأهداف، لكن خسر اللقب بمجموع الأهداف المسجلة عندما سجل أرسنال الهدف الأخير في آخر دقيقة من الموسم.
دالغليش بين أن كارثة هيلزبرة وتداعياتها هي السبب في استقالته في 1991، وحل محله اللاعب السابق غرايم سونيس. تحت قيادته ليفربول فاز بنهائي كأس الاتحاد الإنجليزي 1992، لكن أداء الفريق في الدوري تراجع، حيث حل في المركز السادس مرتين متتاليتين، مما تسبب في إقالته في 1994. روي إيفانز حل محل سونيس، وفاز ليفربول بنهائي كأس الرابطة في 1995. في حين نافسوا على لقب الدوري تحت قيادة إيفانز، المركز الثالث هو أفضل ما وصل له الفريق في 1996 و1998، وعُين جيرارد هولييه كمدرب مساعد، وأصبح المدرب في نوفمبر 1998 بعد استقالة إيفانز. في 2001، ثاني موسم كامل لهولييه، فاز ليفربول بالثلاثية: كأس الاتحاد الإنجليزي وكأس الرابطة وكأس الاتحاد الإنجليزي. هولييه خضع لعملية جراحية في القلب خلال موسم 2001–02 وليفربول أنهى الموسم ثانياً في الدوري خلف أرسنال. فاز الفريق بكأس الرابطة في 2003، لكن فشل في المنافسة على لقب في الموسمين التاليين.
عند نهاية موسم 2003–04 عُين رافاييل بينيتز مكان هولييه، رغم إنهاء الموسم في المركز الخامس في أول موسم لبينيتز، ليفربول فاز بدوري أبطال أوروبا 2004-05 بعد أن هزم ميلان 3–2 في الركلات الترجيحية بعد أن انتهت المباراة بنتيجة 3-3. في الموسم التالي، ليفربول أنهى في المركز الثالث في الدوري، وفاز بكأس الاتحاد الإنجليزي، بعد فوزه على وست هام يونايتد بالركلات الترجيحية بعد نهاية المباراة بنتيجة 3–3. رجال الأعمال الأمريكيون جورج جيليت وتوم هيكس أصبحوا ملّاك النادي في موسم 2006–07، في صفقة قيمت النادي وديونه غير المسددة بـ£218.9 مليون. النادي وصل لنهائي دوري أبطال أوروبا 2007 ضد ميلان، كما كان في عام 2005، لكن هذه المرة ليفربول خسر 2-1. في موسم 2008–09، ليفربول حصل على 86 نقطة، أعلى عدد نقاط جمعه النادي في البريميرليغ، وأنهى وصيفاً لمانشستر يونايتد.
في موسم 2009–10، ليفربول حصل على المركز السابع وفشل في التأهل لدوري أبطال أوروبا. وبالتالي بينيتز ترك النادي بالتراضي وحل محله مدرب نادي فولهام روي هدجسون. عند بداية موسم 2010–11 ليفربول كان على وشك الإفلاس ودائنو النادي طلبوا من المحكمة العليا السماح ببيع النادي، على عكس رغبات هيكس وجيليت. قُبل عرض جون دبليو هينري، مالك بوسطن ريد سوكس ومجموعة فينواي الرياضية، وحصل على ملكية النادي في أكتوبر 2010. تواضع النتائج في بداية الموسم أدى لمغادرة هدجسون النادي بالتراضي ليحل محله المدرب السابق كيني دالغليش. بعد أن أنهى الفريق في المركز الثامن في موسم 2011–12، أسوء مركز للفريق في 18 سنة، أُقيل دالغليش. جاء مكانه بريندان رودجرز. في موسم رودجرز الأول، أنهى ليفربول الدوري في المركز السابع ووصل لدور الـ32 في دوري أوروبا. في موسم 2013-14، كان ليفربول طرفاً في منافسة على لقب الدوري رغم عدم ترشيحه وأنهى الموسم ثانياً خلف البطل مانشستر سيتي، مسجلاً 101 هدف.

## رموز النادي
يذكر ايان سانت جون في ترجمته الذاتية:
هو [شانكلي] ظن أن الألوان تحمل تأثير نفسي—الأحمر رمز الخطر، الأحمر رمز القوة. جاء لغرفة تبديل الملابس ذات يوم وألقى بشورت أحمر إلى روني ييتس. وقال: "إلبس هذا الشورت لنرى كيف تبدو"، "ياإلهي، روني، تبدو مذهلاً، مُخيفاً، تبدو وكأنك بطول 7 أقدام." واقترحت أنا: "لما لا نكملها؟"، "لما لا نلبس جوارب حمراء؟ لنذهب بأحمر كامل." شانكلي وافق وولد لبس إيقوني. 

### الزي
| الفترة    | مقدم القميص  | الراعي الرسمي   |
| --------- | ------------ | --------------- |
| 1973–1979 | امبرو        | بدون            |
| 1979–1982 | امبرو        | هيتاشي          |
| 1982–1985 | امبرو        | كراون بينتس     |
| 1985–1988 | أديداس       | كراون بينتس     |
| 1988–1992 | أديداس       | كاندي           |
| 1992–1996 | أديداس       | كارلسبيرغ       |
| 1996–2006 | شركة ريبوك   | كارلسبيرغ       |
| 2006–2010 | أديداس       | كارلسبيرغ       |
| 2010–2012 | أديداس       | ستاندرد تشارترد |
| 2012–2015 | وارير سبورتس | ستاندرد تشارترد |
| 2015–2020 | نيو بالانس   | ستاندرد تشارترد |
| 2020–2025 | نايكي        | ستاندرد تشارترد |
| 2025–     | أديداس       | ستاندرد تشارترد |

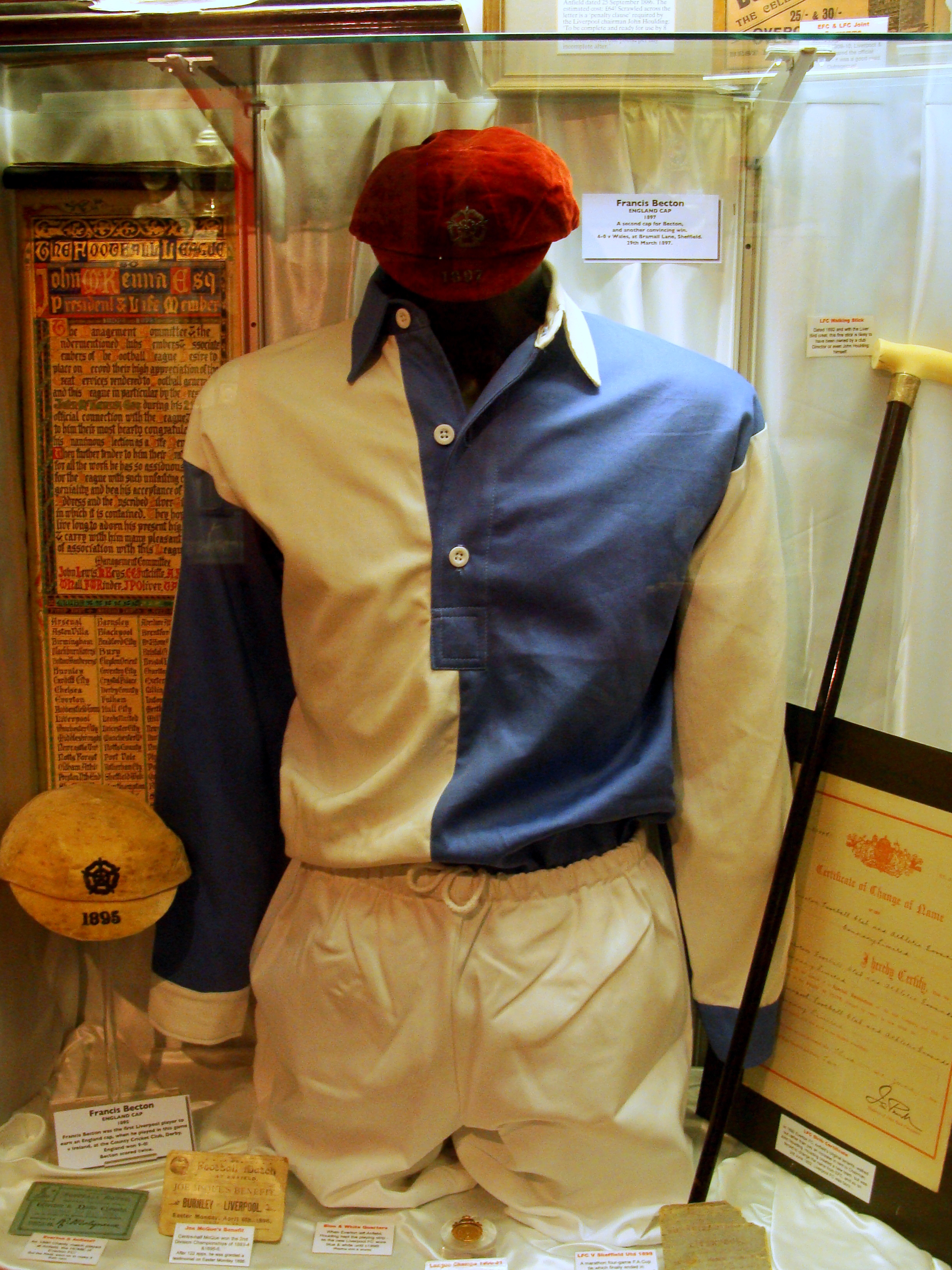
ألوان أطقم ليفربول الأساسية التي لُبست من 1892 إلى 1896

خلال أغلب فترات تاريخ نادي ليفربول، كان اللون الأساسي للفريق هو الأحمر الكامل، لكن عندما أُسس النادي، كان لباسه مشابهاً للباس نادي إيفرتون. حيث استخدم القميص الأبيض والأزرق حتى عام 1894، عندما اعتمد النادي اللون الأحمر. واعتمد طائر الليفر والذي يمثل رمز المدينة، كشعار للنادي في عام 1901، على الرغم من أنه لم يوضع على القميص حتى عام 1955. استمر ليفربول في استخدام القمصان الحمراء والسراويل البيضاء حتى عام 1964، عندما قرر المدرب بيل شانكلي تغييره إلى اللباس الأحمر الكامل. حيث لعب ليفربول لأول مرة، باللباس الأحمر الكامل ضد نادي أندرلخت.
غالباً ما كان القميص الأصفر أو الأبيض والشورت الأسود لباس نادي ليفربول الثاني، ولكن حدثت بعض استثناءات. حيث لُبس اللباس الرمادي الكامل في 1987، واستخدم حتى موسم 1991–92 وهو موسم ذكرى مئوية تأسيس النادي، بعدها استبدل بالقميص الأخضر والشورت الأبيض. هناك أيضاً عدة ألوان استُخدمت في التسعينات، من بينها الذهبي والبحري، الأصفر الفاقع، الأسود والرمادي، وإكرو، تناوب النادي على اللونين الأصفر والأبيض حتى موسم 2008–09، عندما أُعيد اللون الرمادي. يُلبس الزي الثالث في المباريات الأوروبية، في حالة تعارض الزي الاحتياطي الثاني مع اللباس الأول للفريق المستضيف، وذلك إن حدث، ُفإنه يحدث غالباً في منافسات الاتحاد الآوروبي. شركة أديداس هي المسؤولة عن تصميم اللباس الحالي منذ بداية موسم 2025–26. الشركات الأخرى التي صممت لباس الفريق هي امبرو حتى عام 1985، عندما حلت محلها أديداس والتي صممت لباس الفريق حتى عام 1996. بعدها جائت شركة ريبوك التي صممت لباس الفريق لعشر سنوات حتى عام 2006، قبل أن تعود أديداس في عام 2006 وحتى عام 2012.

### الشعار

الشعار من 1892 إلى 1953
الشعار من الأربعينات إلى الثمانينات
الشعار من 1950 إلى 1955
الشعار من 1955 إلى 1968
الشعار من 1968 إلى 1987
الشعار من 1987 إلى 1992
الشعار من 1992 إلى 1993 احتفالا بالمئوية
الشعار من 1993 إلى 1999
الشعار من 1999 إلى 2024
الشعار من 2024 وحتى الآن
الشعار بمناسبة الذكرى الـ150 لتأسيسه

ليفربول هو أول فريق كرة قدم إنجليزي محترف يضع شعار راعي الفريق على قميصه، بعدما اتفقت إداة النادي مع شركة هيتاشي في عام 1979. ومنذ ذلك الحين، رعى النادي العديد من الشركات العالمية مثل كراون بينتس وكاندي وكارلسبيرغ وستاندرد تشارترد. وتعتبر الشراكة مع كارلسبيرغ، التي وقعت في 1992، هي أطول شراكة بتاريخ الكرة الإنجليزية. حيث استمرت لغاية موسم 2011–12، منهية بذلك شركة كارلسبيرغ 30 سنة كاملة من الشراكة مع نادي ليفربول، بعدما أصبح ستاندرد تشارترد الراعي الرسمي للفريق.
شعار الفريق يعتمد على شعار المدينة طائر الليفر، والذي وُضع سابقاً داخل درع. لكن في عام 1992، ومن أجل الاحتفال بالذكرى المئوية لتأسيس النادي، صُمم شعار جديد للفريق، بعدما يتضمن بوابة شانكلي. في السنة التالية أُضيفت شعلتين على جانبي الشعار لتمثل النصب التذكاري لكارثة هيلزبرة الموجود خارج ملعب الأنفيلد رود، شعلة أبدية لتخلد ذكرى الذين لقوا حتفهم في الكارثة. في 2012، في أول تصميم لووريرز سبورتس أُزيلت الدرع والبوابة، لتعيد الشعار المستخدم في السبعينيات، الشعلتان نُقلتا إلى خلف ياقة القميص لتحيط برقم 96 الذي يمثل عدد ضحايا هيلزبره.

### الأغنية
لن تسير لوحدك أبداً (بالإنجليزية: You'll Never Walk Alone) هي أغنية مسرحية كتبها رودجرز وهامرشتاين لمسرحيتهم الغنائية لعام 1945 والتي تُعرف باسم "Carousel". لاقت تلك الأغنية نجاحاً هائلاً، فسرعان ما أصبحت الأغنية الرسمية لنادي ليفربول، ويقوم الجمهور بغنائها قبل بداية كل مباراة على أرضه. ونُحتت بداية الأغنية وهي عبارة «لن تسير لوحدك أبداً». على الجزء العلوي من بوابة شانكلي في سور ملعب الأنفيلد.
كلمات الأغنية
| بالإنجليزية | بالعربية |
| When you walk through a storm hold your head up high And don't be afraid of the dark At the end of a storm is a golden sky And the sweet silver song of a lark Walk on through the wind Walk on through the rain Though your dreams be tossed and blown Walk on, walk on with a hope in your heart And you'll never walk alone You'll never walk alone Walk on, walk on with a hope in your heart And you'll never walk alone You'll never walk alone | عندما تسير عبر العاصفة أبقي رأسك مرفوعاً ولا تخشى الظلام عند نهاية العاصفة توجد سماء ذهبية وغناء اللارك الفضي الحلو سر عبر الرياح سر عبر المطر حتى ولو قُذفت أحلامك وطارت سر، سر والأمل في قلبك ولن تسير لوحدك أبداً لن تسير لوحدك أبداً سر، سر والأمل في قلبك ولن تسير لوحدك أبداً لن تسير لوحدك أبداً |

## الملاعب

### ملعب الأنفيلد
ملعب أنفيلد (بالإنجليزية: Anfield) هو ملعب كرة قدم يقع في مدينة ليفربول في شمال غرب إنجلترا. أنفيلد هو ملعب نادي ليفربول منذ تأسيس النادي عام 1892، بعد أن كان ملعب نادي إيفرتون في الفترة ما بين عامي 1884 و1892، قبل أن ينتقلوا إلى غوديسون بارك. تصل قدرة الأنفيلد الاستيعابية إلى 45,276 متفرججاً.
للأنفيلد أربعة مدرجات: سبيون كوب (للمشجعين المتعصبين) والمدرج الرئيسي ومدرج المئوية والأنفيلد رود. سُجّل أكبر عدد حضور في تاريخ الملعب في الثاني من فبراير عام 1952 عندما واجه ليفربول نادي وولفرهامبتون، حيث كان عدد المتفرجين 61,905 متفرجين. أصبح الأنفيلد واحداً من الملاعب التي توفر مقعداً لكل متفرج عام 1994 نتيجةً لتقرير تايلور مما قلّص كثيراً من قدرته الاستيعابية. سُمّيت بوابتان من بوابات الملعب على اسم مدربَي ليفربول السابقَيْن بيل شانكلي وبوب بيزلي، كما أن هناك تمثال لشانكلي خارج الملعب. يبعد الأنفيلد نحو ثلاثة كيلومترات عن محطة قطارات ليفربول لايم ستريت. ظهرت في عام 2002 خططٌ لاستبدال الأنفيلد بملعب جديد - ستانلي بارك - تصل قدرته الاستيعابية إلى 60,000 متفرج، لكن خطط بناء الملعب الجديد أصبحت غير أكيدة بسبب تفضيل ملّاك النادي الجدد إعادة تطوير الأنفيلد بدلاً من بناء ملعب غيره.
بُني ملعب أنفيلد في عام 1884 على أرض في ستانلي بارك. وكان أساساً يُستعمل من نادي إيفرتون قبل أن ينتقل إلى الغوديسون بارك بعد خلاف على سعر الإيجار مع مالك الأنفيلد جون هولدينغ. بما أن الملعب أصبح بدون نادي، هولدينغ أسس ليفربول في 1892 والنادي يلعب فيه منذ ذلك الحين. سعة إستيعاب الملعب في ذلك الوقت كانت 20,000، رغم ذلك فقط 100 متفرج حضروا لمباراة ليفربول الأولى في الأنفيلد.
في 1906 مدرج البنك (بالإنجليزية: banked stand) في أحد أطراف الملعب أعيد تسميته إلى سبايون كوب (بالإنجليزية: Spion Kop) تيمناً بهضبة في كوازولو ناتال الهضبة التي كانت مكان معركة سبايون كوب في حرب البوير الثانية، حيث قُتل 300 رجل من كتيبة لانكشر، الكثير منهم كان من ليفربول. في أقصى إتساع له، المدرج يمكن أن يحمل 28,000 متفرج ويعد من أكبر مدرجات ذات الطابق الواحد في العالم. العديد من الملاعب كان بها مدرجات باسم الكوب لكن المدرج الذي في الأنفيلد كان أكبرها، حيث يستوعب متفرجين أكثر من بعض الملاعب بأكملها.

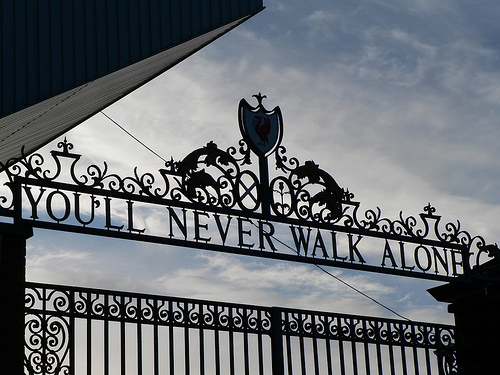
بوابة شانكلي، شُيدت تكريما للمدرب السابق بيل شانكلي.

الأنفيلد يمكن أن يستوعب أكثر من 60,000 مشجع كأقصى إتساع له، كانت طاقته الإستيعابية تساوي 55,000 حتى التسعينيات. تقرير تايلور وقوانين البريميرليغ ألزمت ليفربول بتحويل الملعب إلى ملعب بمقعد لكل متفرج لموسم 1993–94، مما أدى إلى انخفاض إستيعابه إلى 45,276. نتائج تقرير تايلور حثت على إعادة تطوير مدرج كملين رود، الذي أعيد بنائه في 1992، بالتزامن مع الذكرى المئوية للنادي، والآن معروف بمدرج المئوية. طابق إضافي أضيف للأنفيلد رود في 1998، الذي زاد الطاقة الإستيعابية للملعب لكن أدى إلى مشاكل عند افتتاحه. سلسلة من الأعمدة والدعامات أُضيفت لتزيد ثبات الطابق العلوي بعد تقارير تفيد بحركة الطابق في بداية موسم 1999–2000.
بسبب القيود المفروضة على توسيع القدرة الاستيعابية للأنفيلد، أعلن ليفربول خطط للانتقال إلى ملعب ستانلي بارك المقترح في مايو 2002. وحُصل على الإذن في يوليو 2004، وفي سبتمبر 2006، وافق مجلس مدينة ليفربول على منح النادي عقد إيجار للأرض مدة 999 سنة. بعد شراء جورج جيليت وتوم هيكس النادي في فبراير 2007، تمت إعادة تصميم الملعب المقترح. تمت الموافقة على التصميم الجديد من المجلس في نوفمبر 2007. الملعب كان من المقرر أن يُفتتح في أغسطس 2011 وسيتسع لـ60,000 متفرج، مع التعاقد مع شركة HKS, Inc. لبناء الملعب. البناء توقف في أغسطس 2008 بسبب فشل جيليت وهيكس في توفير الثلاثمائة مليون باوند المطلوبة للمواصلة.

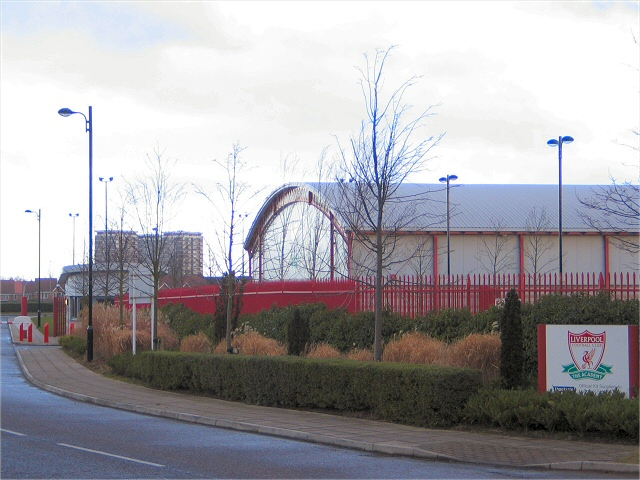
مركز ميلوود.

### برينتون بارك
برينتون بارك (بالإنجليزية: Prenton Park) هو ملعب كرة قدم يقع في بلدة بيركينهيد بحي يرال، بمقاطعة مرزيسايد، شمال غرب بإنجلترا. وهو ملعب نادي ليفربول الرديف وترانميري روفرز. بدء بناء الملعب في عام 1885 واُفتُتح الملعب عام 1912، وتصل قدرته الإستيعابية لحضور 16 ألف متفرج.

### مركز ميلوود
مركز ميلوود للتدريب (بالإنجليزية: Melwood Training Ground) ويعرف اختصاراً باسم ميلوود (بالإنجليزية: Melwood)، هو مركز رياضي يقع في ويست ديربي بمدينة ليفربول، وهو مركز تدريبات نادي ليفربول منذ خمسينيات القرن الماضي. في السابق كان مركز التدريب ضمن أملاك مدرسة محلية تعرف باسم فرانسيس كزافييه. وكان الملعب في حالة سيئة عام 1959 قبل أن يطوره بيل شانكلي ليصبح على مستوى عالي. التجديد الأخير للمركز كان في 2001، في عهد المدرب الفرنسي جيرارد هولييه.

## الجماهير

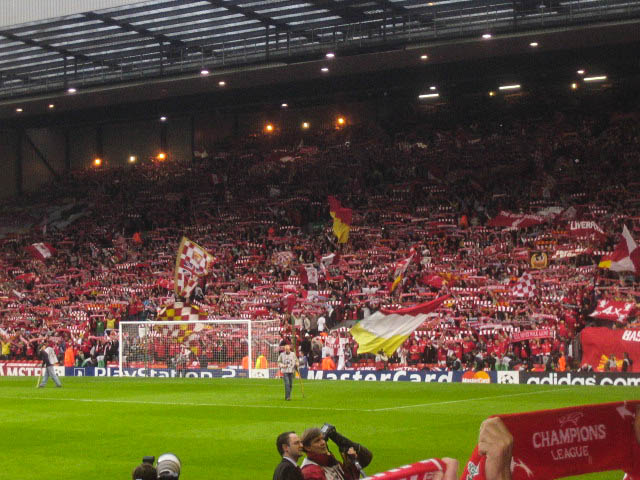
كوبيتيز في مدرج الكوب.

يُعتبر نادي ليفربول واحداً من أكثر الأندية جماهيرية في العالم. فقاعدته الجماهيرية تضم أكثر من 200 نادي للمشجعين معروفين للنادي، في أكثر من 50 دولة في جميع أنحاء العالم، مما يجعل النادي يستفيد من هذه الجماهيرية من خلال جولاته الصيفية. جماهير ليفربول غالباً ما تشير لنفسها باسم كوبيتيز (بالإنجليزية: Kopites)، وهو لقب يطلق على الجماهير الموجودة في مدرج الكوب بملعب الإنفيلد.
جماهير النادي كانوا طرفاً في كارثتين كرويتين. كارثة ملعب هيسل (بالإنجليزية: Heysel Stadium disaster) هي حادثة وقعت في 29 مايو 1985، عندما إنهار جدار تحت ضغط الجمهور الهاربين في ملعب هيسل في بروكسل، كنتيجة لأعمال شغب قبل بداية مباراة نهائي كأس الأندية الأوروبية البطلة 1985 بين نادي ليفربول الإنجليزي ونادي يوفنتوس الإيطالي. 39 شخصاً لقوا حتفهم، 32 من مشجعي يوفينتوس، وأصيب 600 شخصاً.
كارثة هيلزبره (بالإنجليزية: Hillsborough disaster) هي حادثة وقعت في 15 أبريل 1989 في ملعب هيلسيبرة، ملعب نادي شيفيلد وينزداي في شفيلد بإنكلترا، خلال مباراة كرة قدم بين نوتينغهام فورست ونادي ليفربول ضمن الدور قبل النهائي من بطولة كأس الاتحاد الإنجليزي لكرة القدم. وتُوفي ستة وتسعون مشجعاً لليفربول نتيجة للاكتظاظ عند نهاية النفق. الكارثة وُصفت لاحقاً بـ«الساعة الأحلك في تاريخ منافسات الويفا».

## المنافسات

### ديربي الميرسيسايد
ديربي الميرسيسايد (بالإنجليزية: Merseyside derby) ويُعرف كذلك باسم ديربي ليفربول (بالإنجليزية: Liverpool derby) هو اسم يطلق على مباراة الديربي في كرة القدم بين الفريقين الأكثر نجاحاً في مدينة ليفربول الواقعة غرب إنجلترا، وتحديداً بين نادي ليفربول ونادي إيفرتون. وهو أحد أشهر الديربيات الإنجليزية مع ديربي شمال لندن. يعتبر ديربي الميرسيسايد أقدم ديربي حالياً في الدوري الإنجليزي الممتاز، حيث يُلعب منذ عام 1962، ذلك العام الذي شهد تأهل نادي ليفربول لدوري الدرجة الأولى (حالياً الدوري الإنجليزي الممتاز). ترجع جذور المنافسة بين الفريقين إلى خلاف مسؤولي نادي إيفرتون في ذلك الوقت مع جون هولدنيج مالك ملعب أنفيلد، والذي قام برفع سعر الإيجار على نادي إيفرتون، فاضطر الفريق إلى مغادرة الملعب، والانتقال إلى غوديسون بارك ملعبه الحالي. أراد جون هولدنيج مالك ملعب أنفيلد الانتقام من نادي إيفرتون وقرر بعدها تأسيس نادي ليفربول لكرة القدم. فعلى عكس باقي المنافسات، لا يوجد خلاف سياسي أو جغرافي أو ديني بين نادي ليفربول ونادي إيفرتون.
في بداية الأمر كانت العلاقة بين جماهير الفريقين قوية متينة، فمباريات ديربي الميرسيسايد هي واحدة من الديربيات القليلة التي لا تحتوي على حاجز فاصل بين الجماهير، ولهذا أطلق عليه «الديربي الودي». لكن منذ منتصف الثمانينيات، وبعد مجيء بيل شانكلي زادت حدت التنافس داخل وخارج الملعب بسبب تصريحاته. ومنذ بداية البريميرليغ في 1992، كان عدد اللاعبين الذين طُرِدوا في ديربي الميرسيسايد أكثر من أي ديربي آخر. وتمت الإشارة إليه بـ«المباراة الأسوأ انضباطاً في البريميرليغ».
- آخر تحديث 2 أبريل 2025.

| المسابقات                      | لعبت | فوز ليفربول | التعادل | فوز إيفرتون | أهداف ليفربول | أهداف إيفرتون |
| ------------------------------ | ---- | ----------- | ------- | ----------- | ------------- | ------------- |
| الدوري الإنجليزي الدرجة الأولى | 146  | 54          | 44      | 48          | 203           | 181           |
| الدوري الإنجليزي الممتاز       | 66   | 29          | 26      | 11          | 92            | 57            |
| كأس الاتحاد الإنجليزي          | 25   | 12          | 6       | 7           | 40            | 28            |
| كأس الرابطة الإنجليزية         | 4    | 2           | 1       | 1           | 2             | 1             |
| الدرع الخيرية/درع المجتمع      | 3    | 1           | 1       | 1           | 2             | 2             |
| كأس سوبر دوري كرة القدم        | 2    | 2           | 0       | 0           | 7             | 2             |
| المجموع                        | 246  | 100         | 78      | 68          | 346           | 271           |

### ديربي الشمال الغربي

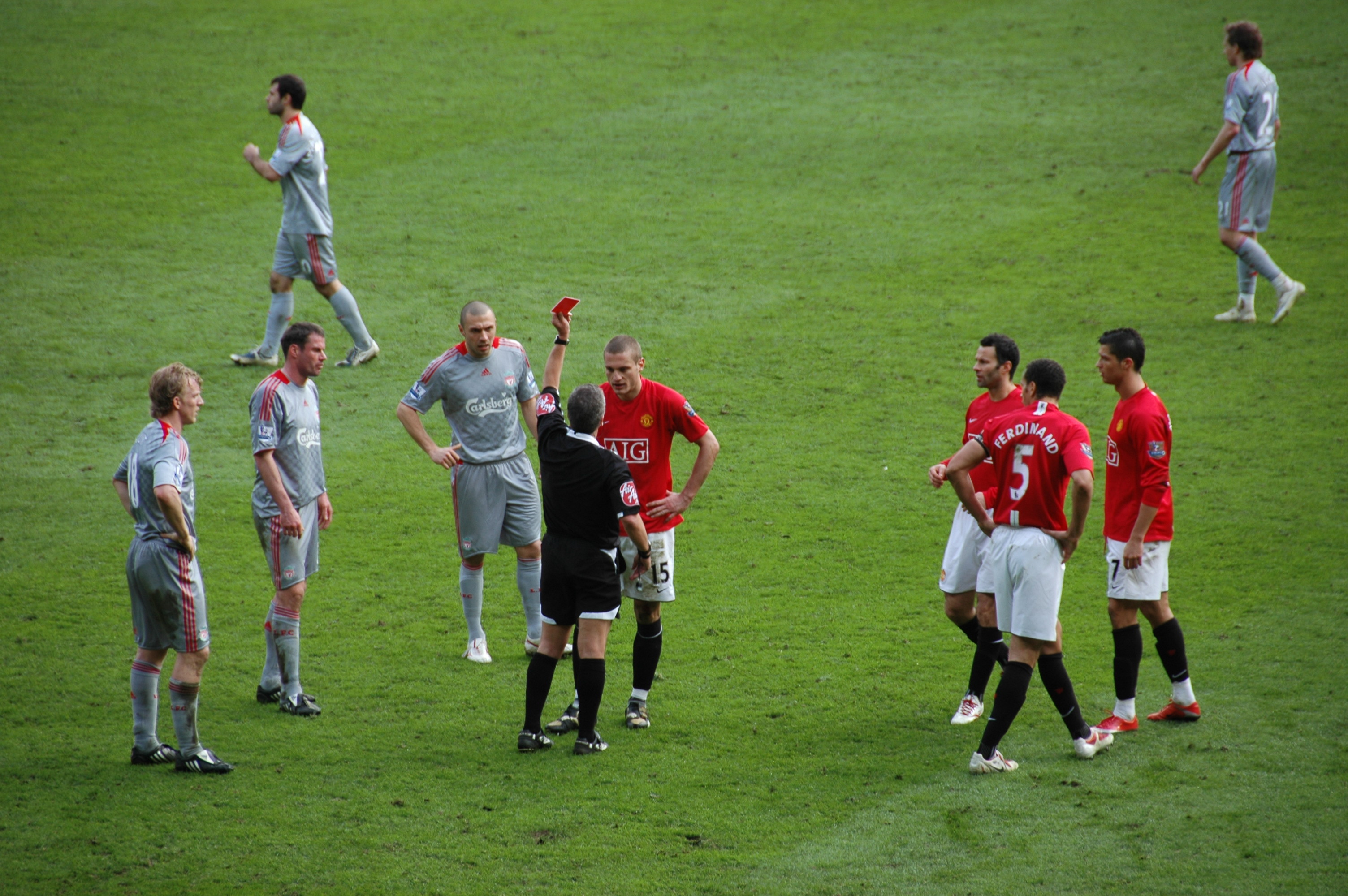
نيمانيا فيديتش يُطرد في مباراة بين لمانشستر يونايتد، 14 مارس 2009.

المنافسة بين ليفربول ومانشستر يونايتد والتي تعرف باسم دربي الشمال الغربي (بالإنجليزية: North West derby) هي إحدى أهم المنافسات الرياضية في كرة القدم الإنجليزية، بين أكثر ناديين تحقيقاً للألقاب وهما نادي ليفربول ونادي مانشستر يونايتد. حيث حقق ليفربول 69 بطولة، بينما حقق مانشستر يونايتد 68 بطولة. قيل عنها أنها «المباراة الأكثر شهرة في كرة القدم الإنجليزية». وهذه المنافسة هي إحدى أفضل الدربيات في إنجلترا.
يرجع جذور الصراع بين الفريقين، إلى صراع بين المدينتين ليفربول ومانشستر في القرن التاسع عشر. في ذلك الوقت كانت مدينة ليفربول مزدهرة بسبب ميناءها البحري الشهير، في المقابل فإن جارتها مدينة مانشستر التي لا تبعد أكثر من 30 ميلاً عن ليفربول كانت تزدهر فيها الصناعة. عندها قرر أهالي مدينة مانشستر أن يشقوا قناة مائية لرسو السفن التجارية عوضاً عن الذهاب لميناء ليفربول. وافتتحت قناة مانشستر الملاحية عام 1894، وبدأت السفن التجارية ترسو فيها مما سبب خسائر اقتصادية فادحة لمدينة ليفربول وارتفع معدلا الفقر والبطالة في المدينة مما أثار حنق وغضب أهالي ليفربول.
زادت حدة تلك المنافسة في الستينيات، بعد أن أصبح مانشستر يونايتد أول فريق إنجليزي يفوز بكأس أوروبا عام 1968، نادي ليفربول رد على ذاك الإنجاز بفوزه بأربع بطولات أوروبية في السبعينيات والثمانينيات. محلياً، كان نادي ليفربول أفضل الأندية الإنجليزية تحقيقاً للألقاب المحلية، لكن بعدما حقق لقبه الأخير في بطولة الدوري الإنجليزي عام 1990، بعدها بدأ مانشستر يونايتد بشغل مكان ليفربول كأفضل نادي محلي وبدأ بالسيطرة على الكرة الإنجليزية في التسعينيات وأصبح أنجح الأندية الإنجليزية على المستوى المحلي. آخر لاعب انتقل بين الفريقين هو فيل تشيسنال، الذي انتقل من ليفربول إلى مانشستر يونايتد في 1964.
| المسابقات              | فوز مانشستر يونايتد | التعادل | فوز ليفربول |
| ---------------------- | ------------------- | ------- | ----------- |
| الدوري                 | 69                  | 53      | 62          |
| كأس الاتحاد الإنجليزي  | 11                  | 4       | 4           |
| كأس الرابطة الإنجليزية | 2                   | 0       | 3           |
| الدوري الأوروبي        | 0                   | 1       | 1           |
| الدرع الخيرية          | 1                   | 3       | 1           |
| المباراة الفاصلة       | 0                   | 0       | 1           |
| المجموع                | 83                  | 61      | 72          |

- أخر تحديث لنتائج المواجهات كان في 5 يناير 2025.[102]

## الكوارث

### كارثة ملعب هيسل

جانب من عمليات إنقاذ الجماهير.

كارثة ملعب هيسل (بالإنجليزية: Heysel Stadium disaster) هي حادثة وقعت في 29 مايو 1985، عندما انهار جدار تحت ضغط الجمهور الهارب في ملعب هيسل في بروكسل، كنتيجة لأعمال شغب قبل بداية مباراة نهائي كأس الأندية الأوروبية البطلة 1985 بين نادي ليفربول الإنجليزي ونادي يوفنتوس الإيطالي. 39 شخصاً لقوا حتفهم، 32 من مشجعي يوفينتوس، وأصيب 600 شخصاً. ألقى اليويفا اللوم بشأن الحادثة على جمهور ليفربول الذي دفع جمهور نادي يوفنتوس، مما تسبب في انهيار الجدار،
نحو ساعة واحدة قبل الوقت المحدد لانطلاق نهائي ليفربول - يوفينتوس، قامت مجموعة كبيرة من مشجعي ليفربول بكسر السياج الفاصل بينهم وبين جماهير منافسهم يوفنتوس. ركضت جماهير يوفنتوس إلى الجدار الصلب، بينما كانت هناك جماهير جالسة بالفعل وحصل الدافع، في النهاية انهار الجدار. وكثير من الناس صعدوا للأعلى من أجل سلامتهم، بينما آخرون ماتوا أو أصيبوا بإصابات بليغة. المباراة لُعبت على الرغم من الكارثة من أجل منع مزيد من العنف.
المأساة أدت إلى حظر الويفا جميعَ الأندية الأنجليزية من اللعب في المسابقات الأوربية (رفع الحظر في 1990–91)، وأستبعد ليفربول سنة إضافية، مما منعه من المشاركة في كأس أوروبا 1990–91 بالرغم من أنه كان بطل الدوري في 1990. وحوكم عدد من جماهير ليفربول بتهمة القتل غير المتعمد. حيث اعتُقل سبعة وعشرين مشجعاً للاشتباه في القتل غير المتعمد وسُلِّموا إلى بلجيكا في عام 1987 للمحاكمة. في 1989، بعد محاكمة دامت خمس شهور في بلجيكا، حصل 14 من مشجعي ليفربول على حكم ثلاث سنوات بتهمة القتل العير متعمد، نصف الأحكام عُلّقت. الكارثة وصفت لاحقاً بـ«الساعة الأحلك في تاريخ منافسات الويفا».

### كارثة هيلزبرة

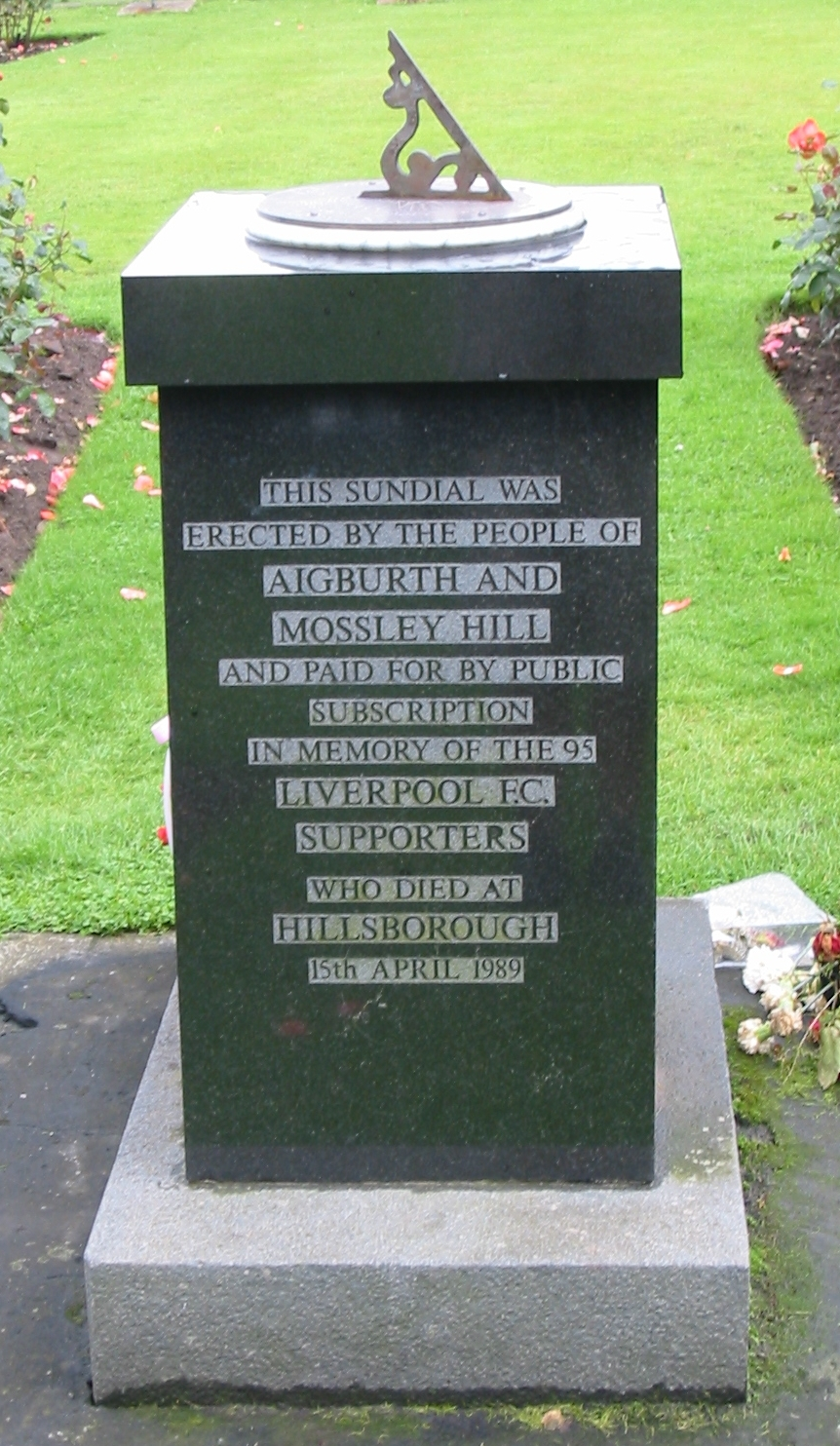
نصب تذكاري لكارثة هيلزبرة.

كارثة هيلزبره (بالإنجليزية: Hillsborough disaster) هي حادثة وقعت في 15 أبريل 1989 في ملعب هيلزبرة، ملعب نادي شيفيلد وينزداي في شفيلد بإنكلترا، خلال مباراة كرة قدم بين نوتينغهام فورست ونادي ليفربول ضمن الدور قبل النهائي من بطولة كأس الاتحاد الإنجليزي لكرة القدم.
في ذلك اليوم تُوفي 94 شخصاً تترواح أعمارهم ما بين 10-64، جراء الإصابات اللتي لحقت بهم، جزء منهم تُوفي في الملعب وبعضهم في سيارات الإسعاف والبعض الآخر في المستششفى، و 760 شخصاً مصابا، 300 شخص منهم احتاجوا إلى العلاج في إحدى المستشفيات. وفي 19 أبريل توفيت بنت ذات 14 عاماً ليي نيكول جراء الإصابات البليغة. بعدها بأيام توفي شاب يبلغ من العمر 22، بعدما أُوقِفت الأجهزة، حيث أصيب الشاب بالحالة الخضرية الدائمة. وأصبح بذلك عدد الوفيات 96 شخصاً، كانت غالبيتهم من مشجعي نادي ليفربول الإنجليزي بسبب تدافع المشجعين وبسبب خطأ تنظيمي وعدم تعاون رجال الأمن واقفال الابواب. وتعتبر هذه الكارثة أعنف الكوارث الرياضية في تاريخ بريطانيا وإحدى أسوأ حوادث كرة القدم.
في الأيام التالية نشرت صحيفة ذا صن مقالة بعنوان «الحقيقة»، تدعي فيها أن جمهور ليفربول سرق الضحايا وهاجم وتبول على الشرطة. التحقيقات اللاحقة أثبتت خطأ هذه الإدعاءات، مما أدى لمقاطعة جمهور ليفربول للصحيفة، والكثير من الجماهير يرفض شراء الصحيفة بعد أكثر من 20 سنة. أُنشئت العديد من مؤسسات الدعم في أعقاب الكارثة، مثل حملة هيلزبره للعدالة (بالإنجليزية: Hillsborough Justice Campaign)، التي تمثل عائلات الضحايا والناجين والجمهور في جهودهم لتأمين العدالة.
نتيجة لتلك الحادثة، طرح اللورد بيتر تايلور وثيقة، بعدما قام بتحقيقات في الحادثة منذ شهر أغسطس 1989، وأُعلن عن نتيجة التحقيقات في شهر يناير من عام 1990، وأطلق عليها تقرير تايلور. هذا التقرير مهد الطريق لتشريعات تطلب من جميع فرق الدرجة الأولى أن يكون في ملاعبها مقعد لكل متفرج. وبين التقرير أن السبب الرئيسي للكارثة هو الاكتظاظ الناتج عن فشل الشرطة في السيطرة عليه.

## الملكية والمالية
كان مالك الأنفيلد ومؤسس ليفربول جون هولدينغ أول رئيس للنادي، واحتفظ بمنصبه منذ تأسيس الفريق عام 1892 حتى عام 1904، ثم خلفه جون ماككينا. والذي أصبح بعد ذلك رئيس دوري كرة القدم. تناوب الكثير من الأشخاص على رئاسة النادي، قبل أن يصبح جون سميث رئيساً للنادي في عام 1973. فكانت فترة رئاسته هي الأكثر نجاحاً في تاريخ ليفربول، حيث فاز الفريق ب 36 بطولة منها 11 بطولة الدوري و4 بطولات دوري أبطال أوروبا، قبل أن يترك المنصب في عام 1990. في أغسطس 1991، أصبح ديفيد مورس رئيساً، وهو ابن العائلة التي ملكت النادي لأكثر من 50 سنة. يُذكر أن عمه جون مورس كان أيضاً مساهماً في ليفربول ورئيساً لإيفرتون من 1961 حتى 1973. مورس كان يملك 51% من أسهم النادي، وأعلن عام 2004 إستعداده لبيع حصته في النادي.

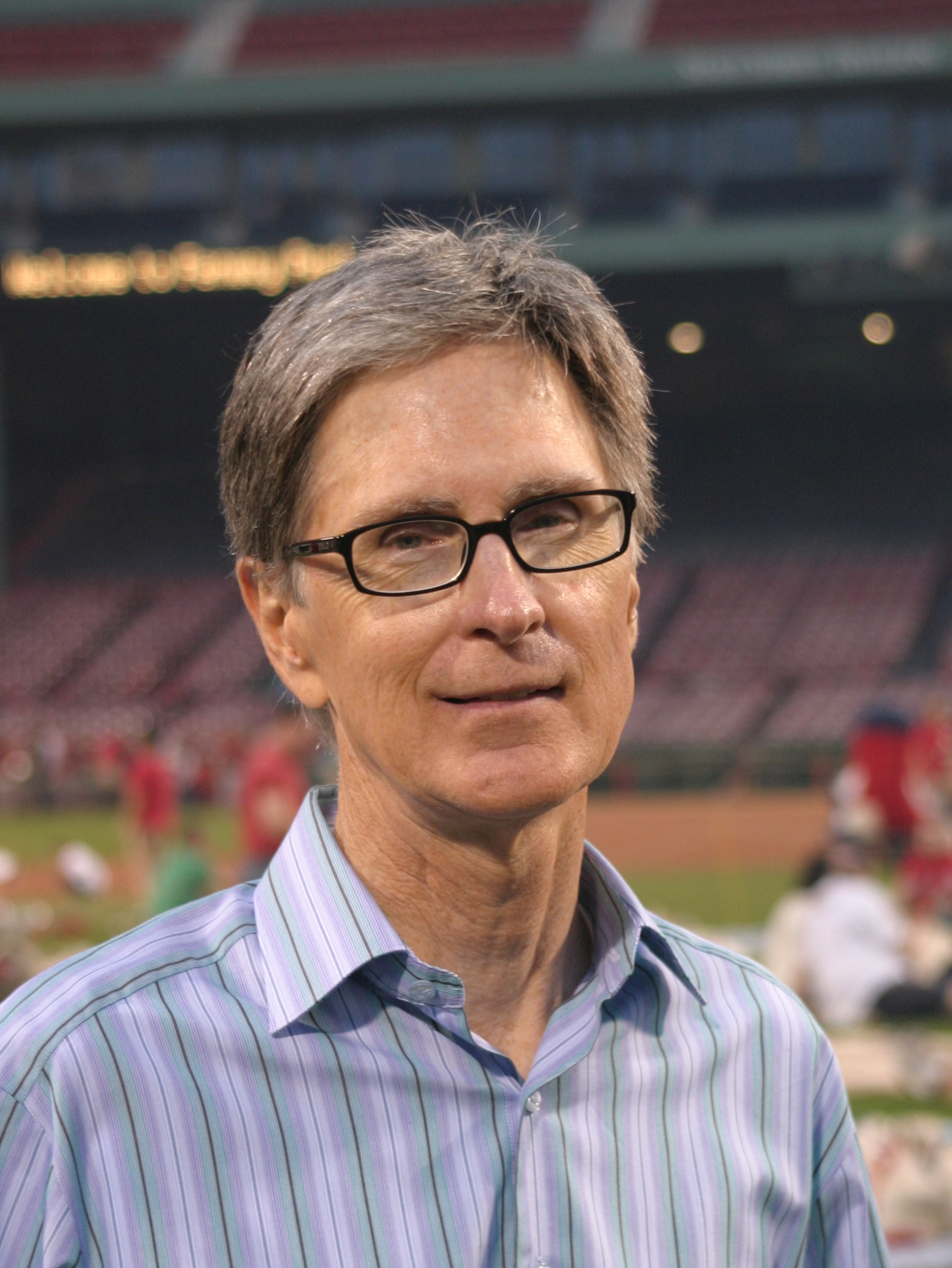
جون دبليو هينري من مجموعة فينواي الرياضية، الشركة الأم لليفربول.

في 6 فبراير 2007، باع ديفيد مورس حصته في النادي لرجلي الأعمال الأمريكيين جورج جيليت وتوم هيكس، بصفقة قدرت بـ 218.9 مليون جنيه إسترليني £ (أي ما يعادل 326.85 مليون يورو آنذاك). حيث قُدر سعر السهم الواحد بقيمة £5,000 جنيه إسترليني £ (أي ما يعادل 7430 يورو آنذاك). حيث اشتُريت أسهم النادي كاملة بقيمة 174.1 مليون جنيه إسترليني £ (أي ما يعادل 258.65 مليون يورو آنذاك)، وسددت ديون النادي بمبلغ 44.8 مليون جنيه إسترليني £ (أي ما يعادل 66.56 مليون يورو آنذاك).

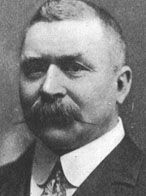
جون ماككينا، ثاني رؤساء النادي بعد جون هولدينغ.

أدى الخلاف الذي حصل بين جيليت وهيكس ومع عدم رضا الجماهير عنهم ودعمهم الضعيف للملاك الجدد، إلى التفكير في بيع النادي. فعَيَّن الملاكُ توم هيكس وجورج جيليت رئيسَ النادي مارتن بروتون، من اجل الاشراف على بيع النادي. وفي مايو 2010 عُرضت حسابات النادي ليعلن ان قيمة الديون فاقت الـ 350 مليون جنيه استرليني مع خسائر بـ 55 مليون استرليني؛ فقامت شركة كيه بي إم جي بتأكيد تلك الأرقام، مما اجبر البنك الملكي الإسكتلندي إلى عرض القضية للمحكمة العليا من أجل السماح لهم ببيع النادي، ووافقت المحكمة على ذلك. حكمت المحكمة العليا لصالح الدائنين مما مهد الطريق لبيع النادي. على الرغم من أن جيليت وهيكس لديهما الخيار لاستئناف الحكم، إلا أن في 15 أكتوبر 2010، اشترت مجموعة فينواي الرياضية ملكية النادي مقابل 300 مليون جنيه إسترليني £ (أي ما يعادل 341.88 مليون يورو آنذاك)،
بحسب تقرير مجلة فوربس المعروف باسم قائمة فوربس لأغنى أندية كرة القدم في العالم، يُعتبر نادي ليفربول عاشر أغنى نادي في العالم، الخامس في إنجلترا، حيث بلغت قيمته السوقية في 2014، 691 مليون دولار أمريكي. أيضا يحتل نادي ليفربول المركز الثامن في ترتيب قائمة أغلى 10 علامات في كرة القدم بقيمه تبلغ 280 مليون يورو، أيضاً أحتل ليفربول المركز الثاني عشر في الإحصائية السنوية المعروفة باسم قائمة ديلويت لأغنى أندية كرة القدم في العالم التي تنشرها شركة ديلويت توش توهماتسو، بعدما بلغ قيمة دخل النادي نحو 240.6 مليون يورو. يمتلك نادي ليفربول علامة تجارية عالمية قوية، ففي عام 2010، صدر تقرير لتقييم قيمة العلامات والملكية الفكرية، وبلغت قيمة نادي ليفربول نحو 141 مليون جنيه إسترليني، وحصل ليفربول على تقييم AA (قوي جداً) بالنسبة لعلامته التجارية.

## نادي ليفربول في الثقافة الشعبية
يتكرر ذكر نادي ليفربول عندما تتحدت الثقافة البريطانية والعديد من وسائل الإعلام عن كرة القدم، لكن ذلك ليس بغريب، فنادي ليفربول كان أنجح الأندية الإنجليزية على المستوى المحلي، ولا زال أنجحهم على المستوى الأوروبي. ففي الحلقة الأولى من البرنامج الرياضي مباراة اليوم والذي بثته هيئة الإذاعة البريطانية (BBC) عُرضت أبرز الأحداث التي حدثت في مباراة نادي ليفربول ونادي آرسنال والتي أقيمت على ملعب أنفيلد بتاريخ 22 أغسطس 1964. علاوة على ذلك، فإن أول مباراة عُرضت مباشرة على التلفاز كانت بين نادي ليفربول ووست هام يونايتد في عام 1967.
أيضاً، ظهر جمهور ليفربول في أغنية بينك فلويد "فيرلس" وهم يغنون مقطع من أغنية «لن تسير لوحدك أبداً». وفي عام 1988، وبمناسبة وصول النادي لنهائي كأس الاتحاد الإنجليزي، أصدر نادي ليفربول أغنية بعنوان «راب الأنفيلد»، قام بتأديتها جون بارنس وأعضاء آخرين في الفريق. تعتبر كارثة هيلزبره من أعنف الكوارث الرياضية في تاريخ بريطانيا، ففي عام 1996 عرضت قناة أي تي في البريطانية برنامجاً وثائقياً عن كارثة هيلزبره، قام بكتابة البرنامج جيمي ماكغوفرن، وشارك فيها كريستوفر إكليستون بدور تريفور هيكس، الذي فقد ابنتين مراهقتين في الكارثة.

## ليفربول للسيدات

شعار نادي ليفربول لكرة القدم على جانب طريق والتون بريك من متجر النادي، بجوار ألبرت.

نادي ليفربول للسيدات (بالإنجليزية: Liverpool Ladies F.C.) هو نادي كرة قدم نسائية ينتسب لنادي ليفربول. يلعب حالياً في دوري السوبر النسائي الإنجليزي، أعلى درجات الكرة النسائية في إنجلترا. في 29 سبتمبر 2013، فاز ليفربول للنساء بأول دوري له منهياً سيطرة آرسنال على كرة القدم النسائية في إنجلترا.

## اللاعبون

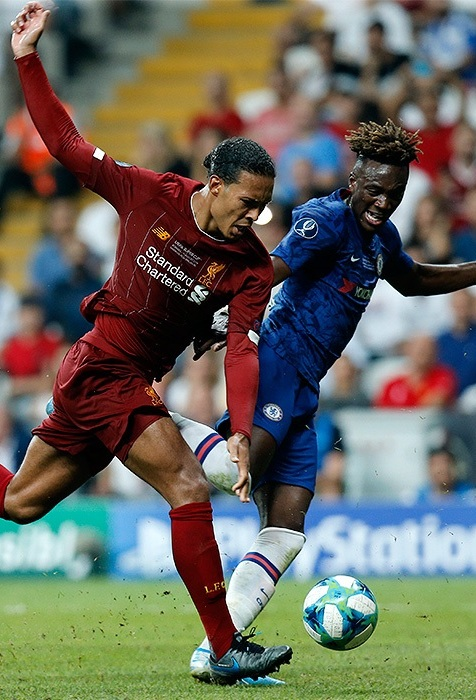
فيرجيل فان دايك قائد الفريق

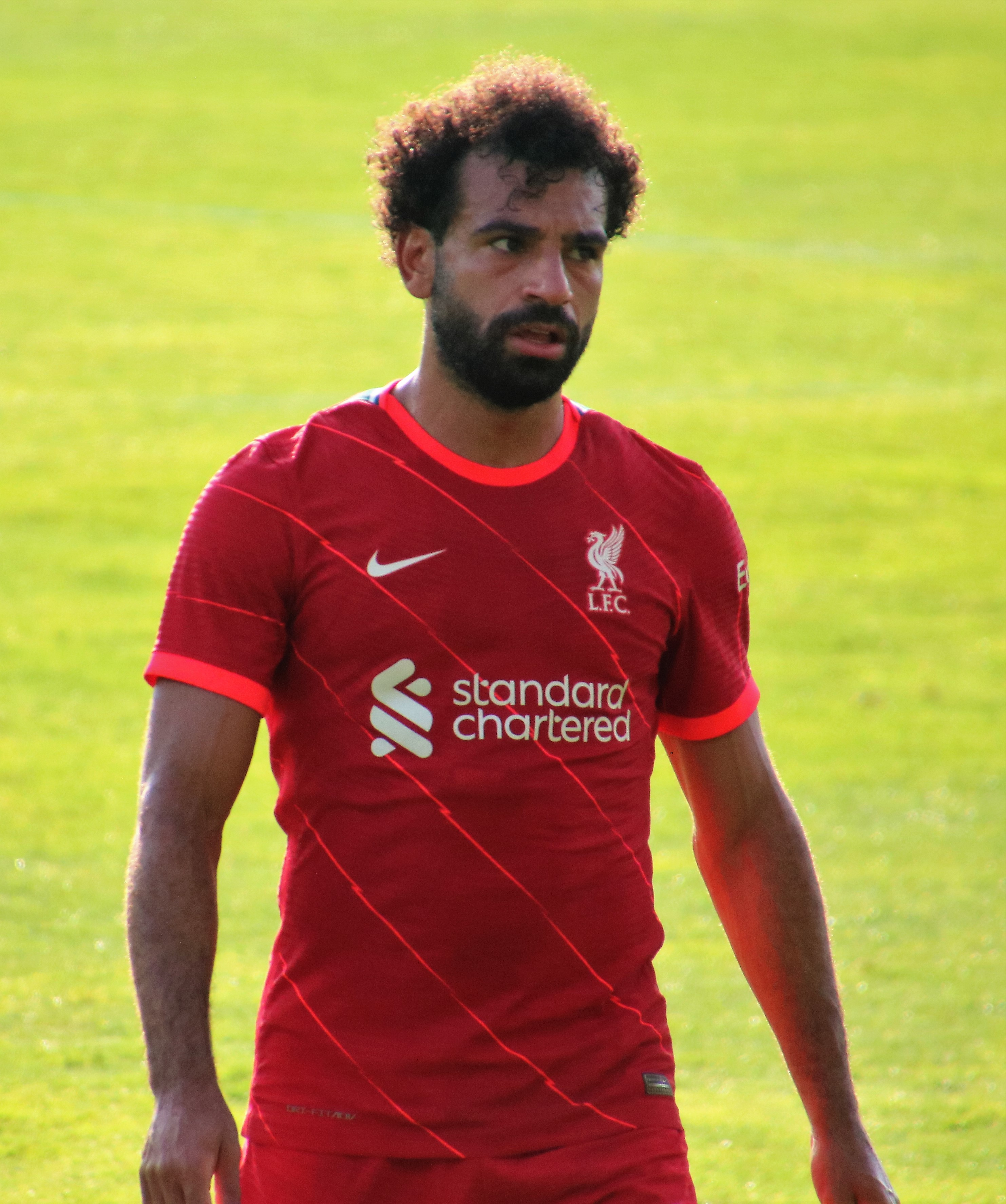
محمد صلاح نجم الفريق

### التشكيلة الحالية
آخر تحديث 3 يوليو 2025.
ملاحظة: تشير الأعلام إلى المنتخب بحسب قواعد الأهلية المعتمدة من قبل الفيفا؛ تنطبق بعض الاستثناءات المحدودة. وقد يحمل اللاعبون أكثر من جنسية لا تعترف بها الفيفا.
| الرقم | البلد            | المركز | اللاعب                          |
| ----- | ---------------- | ------ | ------------------------------- |
| 1     | البرازيل         | حارس   | أليسون بيكر                     |
| 2     | إنجلترا          | مدافع  | جو غوميز                        |
| 3     | اليابان          | وسط    | واتارو إندو                     |
| 4     | هولندا           | مدافع  | فيرجيل فان دايك                 |
| 5     | فرنسا            | مدافع  | إبراهيما كوناتي                 |
| 6     | المجر            | مدافع  | ميلوس كيركيز                    |
| 7     | ألمانيا          | وسط    | فلوريان فيرتز                   |
| 8     | المجر            | وسط    | دومينيك سوبوسلاي                |
| 10    | الأرجنتين        | وسط    | أليكسيس ماك أليستير             |
| 11    | مصر              | مهاجم  | محمد صلاح                       |
| 12    | أيرلندا الشمالية | مدافع  | كونور برادلي                    |
| 14    | إيطاليا          | مهاجم  | فيديريكو كييزا                  |
| 15    | إيطاليا          | مدافع  | جيوفاني ليوني                   |
| 17    | إنجلترا          | وسط    | كورتيس جونز                     |
| 18    | هولندا           | مهاجم  | كودي خاكبو قالب:لاعب تشكيلة قدم |
| 19    | إنجلترا          | وسط    | هارفي إليوت                     |
| 21    | اليونان          | مدافع  | كوستاس تسيميكاس                 |
| 22    | فرنسا            | مهاجم  | هوغو إيكيتيكى                   |
| 25    | جورجيا           | حارس   | جيورجي مامارداشفيلي             |
| 26    | إسكتلندا         | مدافع  | أندرو روبرتسون VC               |
| 28    | إنجلترا          | حارس   | فريدري ودمان                    |
| 30    | هولندا           | مدافع  | جيريمي فريمبونغ                 |
| 38    | هولندا           | وسط    | ريان جرافينبيرش                 |
| 41    | المجر            | حارس   | ارمين بيتشي                     |
| 42    | إنجلترا          | وسط    | تري نيوني                       |
| 43    | إسبانيا          | وسط    | ستيفان بايتيتش                  |
| 46    | إنجلترا          | مدافع  | ريز وليامز                      |
| 47    | إسكتلندا         | مدافع  | كالفين رامزي                    |
| 50    | إسكتلندا         | مهاجم  | بن دوك                          |
| 73    | إنجلترا          | مهاجم  | ريو نغوموها                     |

### اللاعبون المُعارون
- تنتهي إعارة جميع اللاعبين في 3 يوليو 2025.[144]

ملاحظة: تشير الأعلام إلى المنتخب بحسب قواعد الأهلية المعتمدة من قبل الفيفا؛ تنطبق بعض الاستثناءات المحدودة. وقد يحمل اللاعبون أكثر من جنسية لا تعترف بها الفيفا.
| الرقم | البلد          | المركز | اللاعب                               |
| ----- | -------------- | ------ | ------------------------------------ |
| 56    | جمهورية التشيك | حارس   | فيتيزسلاف ياروش (إلى أياكس أمستردام) |
| 95    | إنجلترا        | حارس   | هارفي ديفيز (إلى نادي كرولي تاون)    |

| الرقم | البلد | المركز | اللاعب |
| ----- | ----- | ------ | ------ |

### 100 لاعب هزوا الكوب
100 لاعب هزوا الكوب (بالإنجليزية: 100 Players Who Shook The Kop)، قائمة أصدرها نادي ليفربول بعد سؤال 110,000 من جماهيره عن أفضل 10 لاعبين بالنسبة لهم.
القائمة
| 1. ستيفن جيرارد 2. كيني دالغليش 3. إيان راش 4. روبي فاولر 5. لويس سواريز 6. جيمي كاراغر 7. جون بارنس 8. بيلي ليدل 9. فرناندو توريس 10. سامي هيبيا - القائمة كاملة | جيمي كاراغر. كيني دالغليش. روبي فاولر. جون بارنس. |

## مدربو الفريق

بوب بيزلي أكثر من حقق الألقاب مع نادي ليفربول (19 لقباً).

تعاقب على تدريب نادي ليفربول 20 مدربًا خلال 21 فترة منذ نشأته في عام 1892 وحتى الوقت الحالي، منهم 11 مدرباً غير إنجليزي، و 9 مدربون إنجليز. أول مدرب في تاريخ ليفربول هو الإريلندي جون ماككينا وهو أيضاَ أول مدرب أجنبي للفريق، وهو الذي حقق أول بطولة في تاريخ النادي. بينما أول مدرب إنجليزي كان توم واتسون والذي درب الفريق مدة 18 عاماً، وهو أول من فاز بلقب الدوري الإنجليزي مع نادي ليفربول.

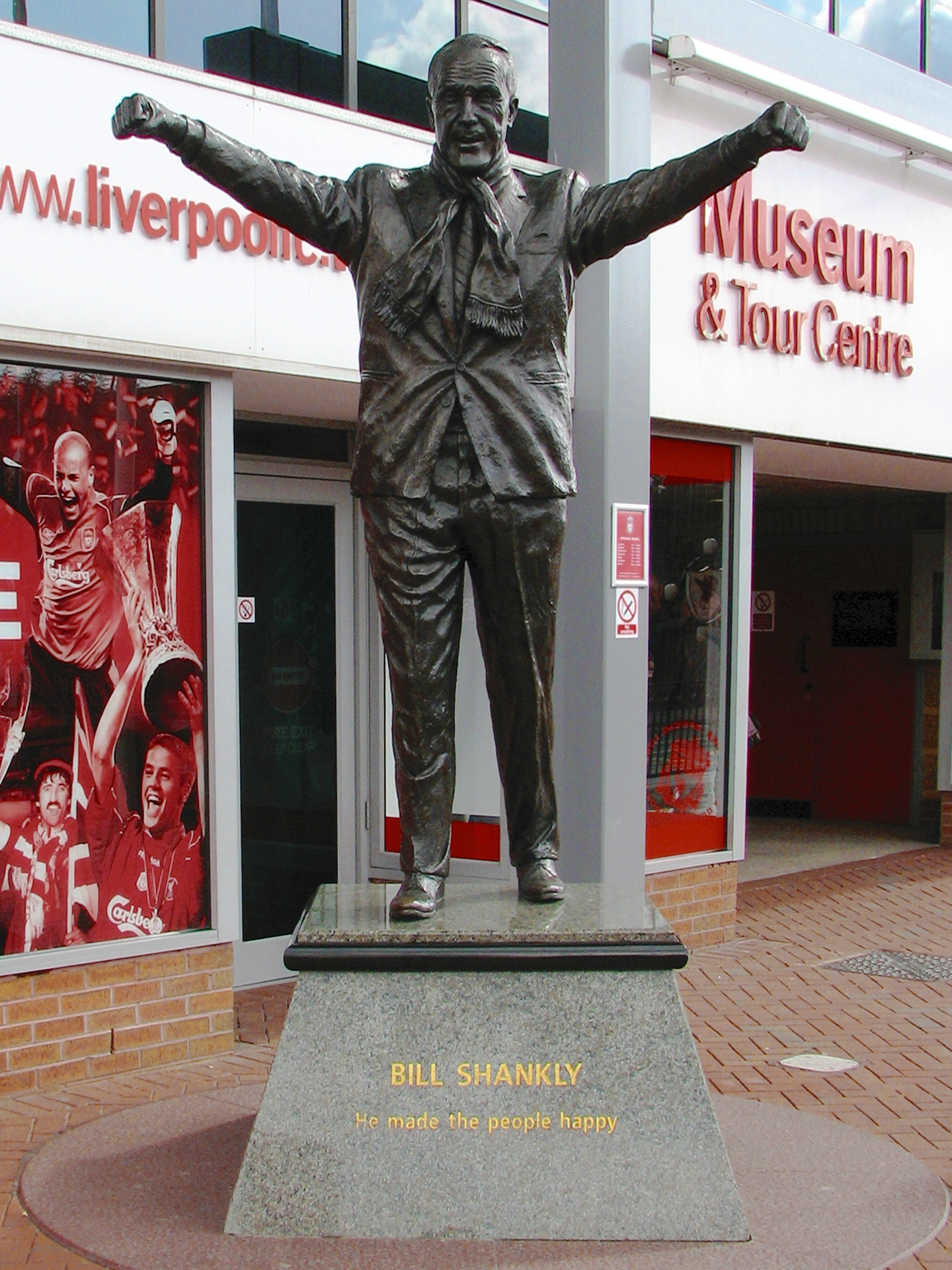
نصب لبيل شانكلي ثاني أكثر من حقق الألقاب مع نادي ليفربول (9 ألقاب).

يُعد السير بوب بيزلي أكثر المدربين تحقيقاً للألقاب عمومًا برصيد 19 بطولة. أيضا هو نفسه الأكثر تحقيقاً للألقاب الأوروبية بعدما حقق 5 ألقاب. فحقق بوب بيزلي (3 الأبطال و 2 السوبر و3 كأس الاتحاد الأوروبي)، فهو أول مدرب يحرز بطولة دوري أبطال أوروبا 3 مرات مع نادي واحد في خمس سنوات. أيضاً هو نفسه أنجح المدربين على المستوى المحلي بعدما استطاع الفوز ب 14 لقب محلي (6 بطولات دوري إنجليزي، و3 بطولات كأس الرابطة المحترفة و5 الدرع الخيرية). هو صاحب أكبر نسبة فوز، حيث بلغت نسبة فوزه 65.40%، فقد فاز في 380 مباراة خلال 581 درب فيها ليفربول.
أطول فترة تدريب متواصلة كانت من نصيب توم واتسون (24 سنة)، خلال الفترة من 17 أغسطس 1896 إلى 6 مايو 1919. بينما أكثر المدربين خوضاً للمباريات هو الإسكتلندي بيل شانكلي حيث قاد ليفربول في 783 مباراة خلال 15 سنة، من 1 ديسمبر 1959 إلى 12 يوليو 1974. وهو أكثر من فاز وتعادل خلال تدريبه لنادي ليفربول، فقد فاز في 329 مباراة وتعادل في 141 خلال 783 مباراة، درب فيها ليفربول.
ويُعتبر الإسكتلندي كيني دالغليش الوحيد الذي درب ليفربول مدتين مختلفين، الأولى من مايو 1985 لغاية فبراير 1991، والثانية خلال يناير 2011 لغاية مايو 2012. ويعتبر المدرب الإنجليزي دون ويلش أول مدرب يُطرد من النادي في عام 1956.
المدرب الحالي للفريق هو الهولندي أرني سلوت الذي استلم قيادة الفريق في 2024، خلفاً للألماني يورغن كلوب. وفي 26 يناير 2024 أعلن نادي ليفربول الإنجليزي أن المدير الفني الألماني للفريق يورغن كلوب قرر الرحيل عن منصبه بنهاية الموسم الحالي.
| المدرب                     | من          | إلى         | البطولات |
| -------------------------- | ----------- | ----------- | --- |
| ويليام باركلاي جون ماككينا | فبراير 1892 | أغسطس 1896  | |
| توم واتسون                 | أغسطس 1896  | مايو 1919   | بطولة الدوري الإنجليزي (2) |
| ديفيد أشوورث               | ديسمبر 1919 | فبراير 1923 | بطولة الدوري الإنجليزي (1) |
| مات ماككوين                | فبراير 1923 | فبراير 1928 | بطولة الدوري الإنجليزي (1) |
| جورج باتيرسون              | مارس 1928   | أغسطس 1936  | |
| جورج كاي                   | أغسطس 1936  | يناير 1951  | بطولة الدوري الإنجليزي (1) |
| دون ويلش                   | مايو 1956   | مارس 1951   | |
| فيل تايلور                 | مايو 1956   | نوفمبر 1959 | |
| بيل شانكلي                 | ديسمبر 1959 | يوليو 1974  | بطولة الدوري الإنجليزي (3). كأس الاتحاد الإنجليزي (2). كأس الاتحاد الأوروبي (1). الدرع الخيرية (3)                                                                 |
| بوب بيزلي                  | يوليو 1974  | يوليو 1983  | بطولة الدوري الإنجليزي (6). دوري أبطال أوروبا (3). كأس الاتحاد الأوروبي (1). كأس رابطة الأندية الإنجليزية المحترفة (3). الدرع الخيرية (5) كأس السوبر الأوروبي (1). |
| جوي فاغان                  | مايو 1985   | يوليو 1983  | بطولة الدوري الإنجليزي (1). دوري أبطال أوروبا (1). كأس رابطة الأندية الإنجليزية المحترفة (1)                                                                       |
| كيني دالغليش               | مايو 1985   | فبراير 1991 | بطولة الدوري الإنجليزي (3). كأس الاتحاد الإنجليزي (2). تشارتي شيلد (4)                                                                                             |
| روني موران                 | فبراير 1991 | ابريل 1991  | |
| غرايام سونيس               | يناير 1994  | ابريل 1991  | كأس الاتحاد الإنجليزي (1) |
| روي إيفانز                 | يناير 1994  | نوفمبر 1998 | كأس رابطة الأندية الإنجليزية المحترفة (1) |
| جيرارد هولييه              | نوفمبر 1998 | مايو 2004   | كأس رابطة الأندية الإنجليزية المحترفة (2). كأس الاتحاد الإنجليزي (1). كأس الاتحاد الأوروبي (1). كأس السوبر الأوروبي (1). الدرع الخيرية (1)                         |
| رافائيل بينيتيز            | مايو 2004   | يونيو 2010  | دوري أبطال أوروبا (1) كأس السوبر الأوروبي (1). الدرع الخيرية (1)كأس الاتحاد الإنجليزي (1)                                                                          |
| روي هودغسون                | يوليو 2010  | يناير 2011  | |
| كيني دالغليش               | يناير 2011  | مايو 2012   | كأس رابطة المحترفين الإنجليزيه (1) |
| بريندان رودجرز             | مايو 2012   | أكتوبر 2015 | |
| يورغن كلوب                 | أكتوبر 2015 | مايو 2024   | دوري أبطال أوروبا (1) كأس السوبر الأوروبي (1) كأس العالم للأندية (1) بطولة الدوري الانجليزي (1) الدرع الخيرية (1) كأس رابطة المحترفين الإنجليزية (2)               |
| أرني سلوت                  | مايو 2024   | إلى الآن    | بطولة الدوري الانجليزي (1) |

## قادة الفريق
منذ تأسيس النادي في عام 1892، تناوب 45 لاعباً علي حمل شارة القائد على مدار تاريخ الفريق. يعتبر أندرو هانا أول لاعب يحمل الشارة وأيضاً أول لاعب غير إنجليزي يصبح قائدا للفريق فومنذم 1892. واستمر الحال إلى 1898 عندما شهد أول قائد إنجليزي للفريق ألا وهو هاري ستورار لموسم واحد فقط. ومنذ ذلك الحين كانت الشارة من نصيب اللاعبين الإيطاليين والأسكتنلديين بالتناوب فيما عدا بعض الإستثناءات مثل الإيرلندي روني ويلان خلال فترتي 1988–1989 و1990–1991، والويلزي إيان راش خلال الفترة 1993–1996. شهد عام 2001 حصول أول لاعب خارج دول المملكة المتحدة على شارة القيادة، حيث حملها الفنلندي سامي هيبيا خلال الفترة 2001–2003. في السابق كان أيكش رايسبك صاحب أطول مدة قيادة للفريق في الفترة ما بين 1899–1909. لكن في عام 2015 عندما أصبح ستيفن جيرارد صاحب أطول مدة في حمل شارة القيادة بواقع اثتني عشرة سنة في الفترة ما بين 2003–2015. القائد الحالي للفريق هو الهولندي فيرجيل فان دايك الذي حل خلفاً للإنجليزي جوردان هندرسون.
| - أندرو هانا (1892 - 1895) - جيمي روس (1895 - 1897) - جون ماككارتتي (1897 - 1898) - هاري ستورار (1898 - 1899) - أيكش رايسبك (1899 - 1909) - آرثر جودارد 1909 - 1912) - إيفرام لونغوورث (1912 - 1913) - هاري ليوي (1913 - 1915) - دونالد ماكينالي (1919 - 1920) - إيفرام لونغوورث (1920 - 1921) - دونالد ماكينالي (1921 - 1928) - توم بروميلو (1928 - 1929) - جيمس جاكسون (1929 - 1930) - توم موريسون (1930 - 1931) - تون برادشوه (1931 - 1934) | - توم كوبر (1934 - 1939) - مات بسبي (1939 - 1940) - ويلي فيغان (1945 - 1947) - جاك بلامر (1947 - 1950) - فيل تايلور (1950 - 1953) - بيل جونس (1953 - 1954) - لاوري هوغس (1954 - 1955) - بيلي ليدل (1955 - 1958) - جوني ويليير (1958 - 1959) - روني موران (1959 - 1960) - ديك وايت (1960 - 1961) - رون ييتس (1961 - 1970) - تومي سميث - 1973) - إيملين هيوز (1973 - 1978) - فيل تومبسون (1978 - 1981) | - غرايم سونيس (1982 - 1984) - فيل نيل (1984 - 1985) - آلان هانسن (1985 - 1988) - روني ويلان (1988 - 1989) - آلان هانسن (1989 - 1990) - روني ويلان (1990 - 1991) - ستيفي نيكول (1990 - 1991) - مارك رايت (1991 - 1993) - إيان راش (1993 - 1996) - جون بارنس (1996 - 1997) - بول إنس (1997 - 1999) - جيمي ريدناب (1999 - 2002) - سامي هيبيا (2001 - 2003) - ستيفن جيرارد (2003 - 2015) - جوردان هيندرسون (2015 - 2023) - فيرجيل فان دايك (2023 - إلى الآن) |  |

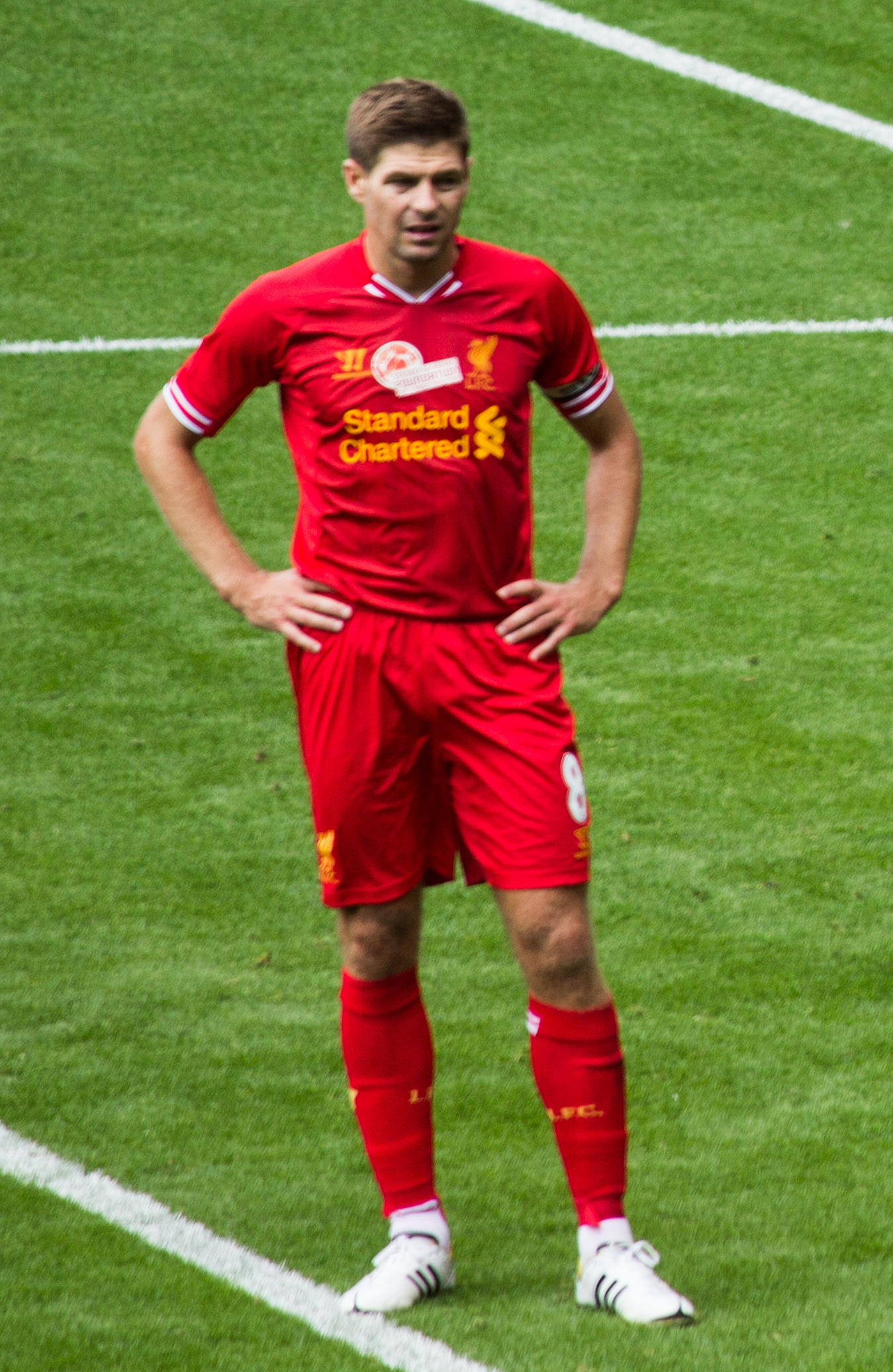
ستيفين جيرارد، أكثر من حمل شارة القيادة لإثني عشر موسماً.

## أرقام وإحصاءات

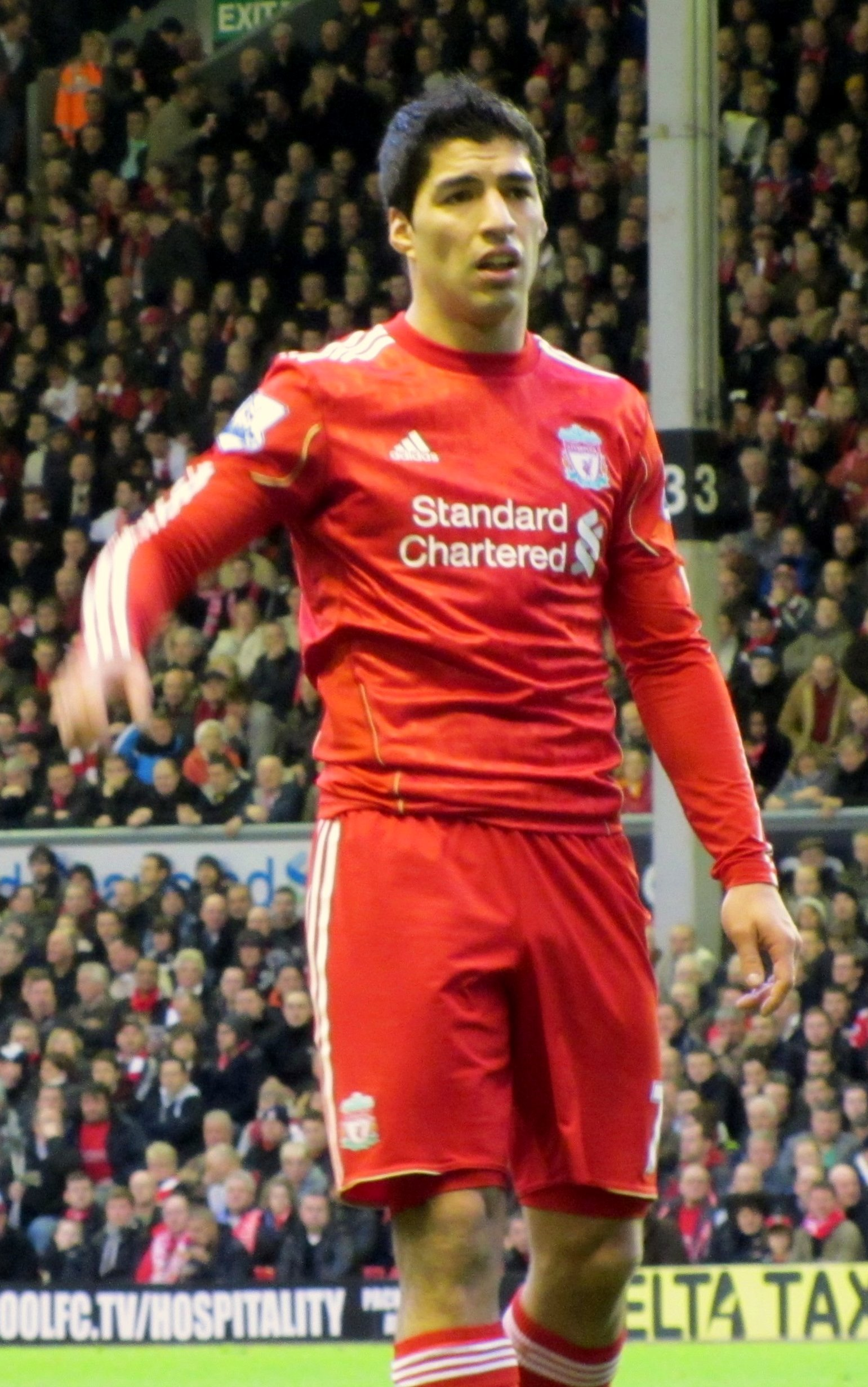
لويس سواريز، أغلى لاعب مُباع.

- الأكثر لعباُ: أيان كالاهان، 857 مباراة.[165]
- الأكثر تسجيلاً للأهداف: إيان راش، 346.[166]
- أول لاعب دولي: فرانك بيكتون، لمنتخب إنجلترا في 29 مارس 1897.[167]
- أكبر عدد مباريات دولية في فترة لعبه لليفربول: ستيفين جيرارد، 114 مباراة بمنتخب إنجلترا.[168]
- أكبر عدد أهداف دولية في فترة لعبه لليفربول:[168]
  - مايكل أوين: 26 هدف لمنتخب إنجلترا.
  - إيان راش: 26 هدف لمنتخب ويلز.
- أغلى لاعب مُشترى: فيرجيل فان ديك من نادي ساوثهامبتون، بصفقة بلغت 75 مليون £ جنيه إسترليني.[169]
- أغلى لاعب مُباع: فيليبى كوتينيو، إلى نادي برشلونة، 142 مليون £ جنيه إسترليني.[170]
- أول مباراة: ليفربول 7-1 روثرهام تاون، مباراة ودية في 1 سبتمبر 1892.[171]
- أكبر فوز: 11–0 ضد نادي سترومسغودست في كأس الكؤوس الأوروبية في 17 سبتمبر 1974.[171]
- أكبر هزيمة: 1-9 ضد برمنغهام سيتي في دوري الدرجة الثانية في 11 ديسمبر 1954.[171]
- أكبر هزيمة في الأنفيلد: 6-0 ضد سندرلاند في دوري الدرجة الأولى في 19 أبريل 1930.[171]
- أعلى حضور جماهيري في الدوري: 58,757 (ضد تشيلسي في دوري الدرجة الأولى موسم 1949–50).[172]

## مسؤولو النادي
| - المالك: مجموعة فينواي الرياضية - الرئيس الفخري: ديفيد موريس طاقم التدريب والطاقم الطبي - المدير الفني: أرني سلوت - المدرب المساعد الأول: زيليكو بوفاك - المدرب المساعد الثاني: بيتر كراويتز - رئيس اللياقة البدنية: ريلاند مورجان - مدرب الحراس: جون آختربرغ - مدرب التطوير للفريق الأول: بيبين لايندرز - رئيس العلاج الطبيعي: كريس مورغان - مدرب لياقة إعادة التأهيل: جوردان ميلسوم - المدلكين: بول سمول، سيلفان ريتشاردسون - منسقي إدارة الملابس: لي رادكليف، غراهام كارتر - مستشار العلوم الرياضية: باري درست - مستشار التغذية: جيمس مورتون - مساعد إعادة التأهيل: ديفيد رايدينغ - أخصائيو العلاج الطبيعي: مات كونوبينكسي، روبن بونس، سكوت مكولي - المعالج الرياضي: بيدرو فيليبو - محلل الأداء: جيمس فرنتش - محلل الكشافة والتوظيف: كايل والبانكس | ليفربول لكرة القدم والأراضي الرياضية المحدودة - الرئيس المالك: جون دبليو هينري - الرئيس: توم فيرنر - نائب الرئيس: ديفيد جينسبيرج - الرئيس التنفيذي: إيان أير - المدير التجاري: بيلي هوجان - المدير المالي: فيليب ناش نادي ليفربول لكرة القدم - الإدارة: جون دبليو هنري، توم فيرنر، ديفيد جينسبيرج، إيان أير، فيليب ناش، مايكل جوردون، مايكل إيجان - مدير العمليات: أندرو باركنسون - أمين النادي: إيان سيلفستر - مدير أرض الملعب: تيري فورسيث - مدير الملعب: جد بوينتون - مدير الاتصالات: سوزان بلاك - الرئيس التنفيذي لوسائل الإعلام: ماثيو باكستر - مدير الكشافة: ديف فالوز - رئيس الكشافين: باري هنتر - مدير الأداء الفني: مايكل إدواردز |  |

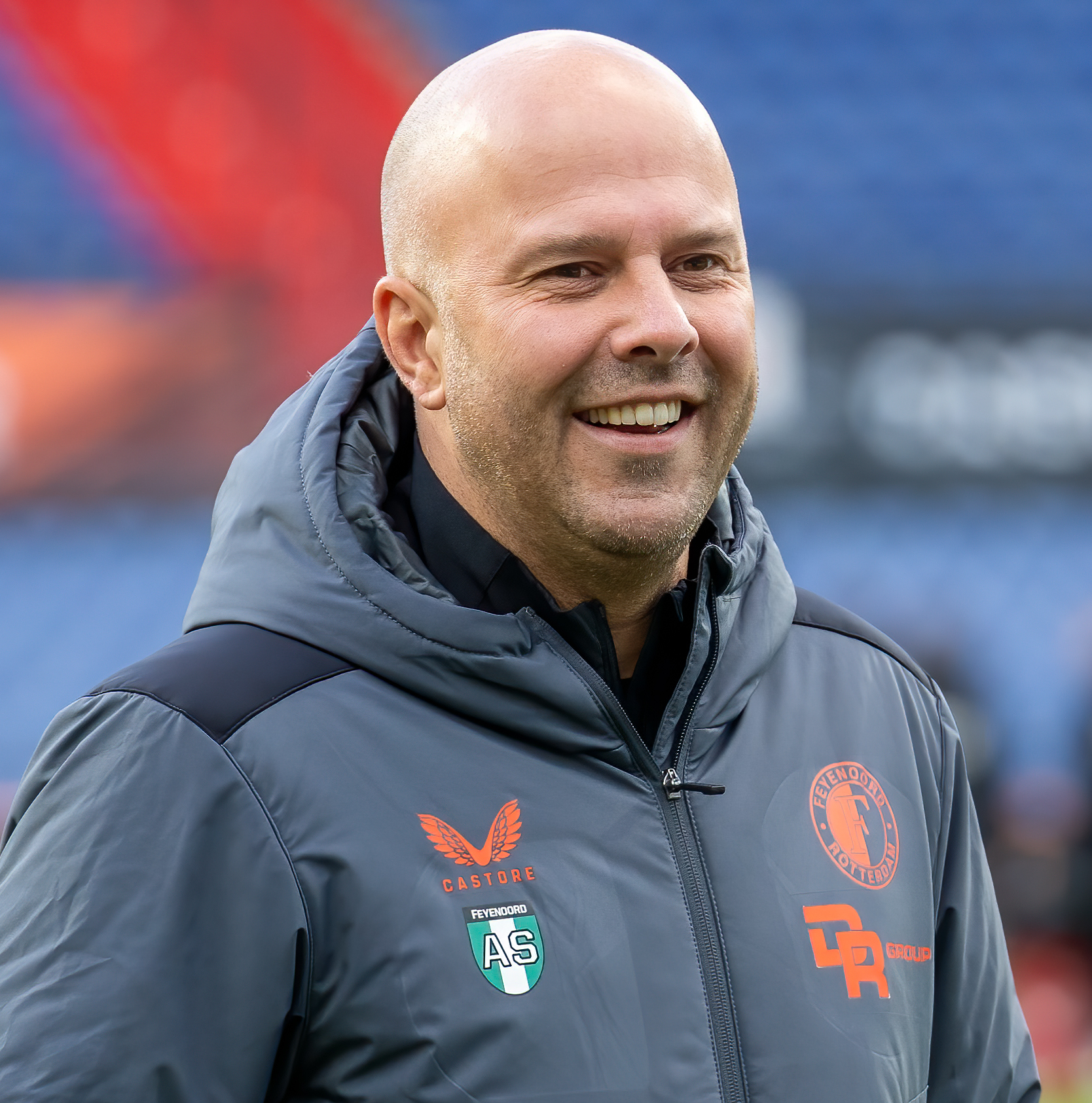
أرني سلوت المدرب الحالي لنادي ليفربول.

## البطولات

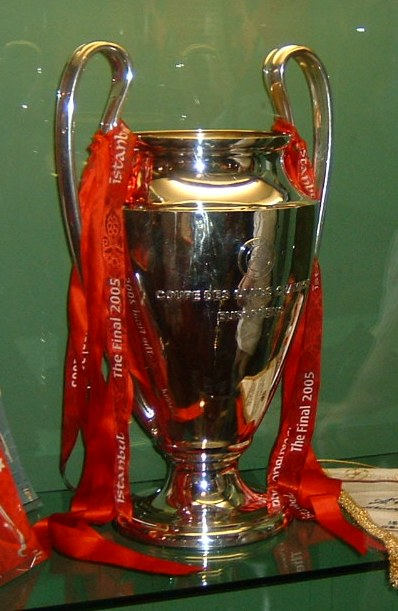
ليفربول هو أكثر الأندية الإنجليزية فوزاِ بلقب دوري أبطال أوروبا.

أول بطولة للنادي هي دوري لانكشر في أول موسم للنادي. في 1901، استطاع النادي الفوز بأول لقب في بطولة الدوري، بينما أول بطولة كأس الاتحاد الإنجليزي كانت في عام 1965. من حيث عدد الألقاب، يُعتبر عقد الثمانينيات من القرن الماضي، العقد الأنجح في تاريخ ليفربول، حيث استطاع بستة بطولات في الدوري الإنجليزي وخصد على وكأس الاتحاد الإنجليزي مرتين، وفاز بأربع كؤوس رابطة، وخمسة دروع خيرية، وكأسي دوري أبطال أوروبا. بالمجمل، فاز ليفربول بلقب الدوري الإنجليزي الممتاز 20 مرة وبكأس الاتحاد الإنجليزي 7 مرات وبكأس رابطة الأندية الإنجليزية المحترفة 8 مرات وبالدرع الخيرية 16 مرة، وببطولة كأس السوبر الإنجليزية مرة وحيدة، وبدوري لانكشر مرة واحدة أيضاً، وببطولة دوري الدرجة الثانية 4 مرات، ليصبح مجموع بطولاته المحلية ما يقارب 54 بطولة محلية. أوروبياً فاز ليفربول بدوري أبطال أوروبا 6 مرات، وبكأس الاتحاد الأوروبي 3 مرات، وبكأس السوبر الأوروبي 3 مرات، ليصبح مجموع بطولاته القارية ما يقارب 11 بطولة.
فاز النادي بثنائية الدوري والكأس في 1986، وفاز بثنائية الدوري والكأس الأوروبي في 1977 و1984. وفي 1984 فاز بكأس الرابطة أيضاً ليكمل الثلاثية. تكرر هذا الإنجاز ولكن ببطولات مختلفة في 2001، عندما فاز ليفربول بكأس الاتحاد الإنجليزي وكأس الرابطة وبكأس السوبر الأوروبي.
ليفربول لديه واحد من أفضل السجلات في تاريخ كرة القدم. حيث جمع ليفربول عدد انتصارات في دوري الدرجة الأولى أكثر من أي نادي إنجليزي آخر. وهو أيضاً ثاني أعلى متوسط المراكز في الفترة ما بين 1900–1999، بمتوسط مركز الدوري 8.7. ليفربول فاز بالكأس الأوروبية، أكبر بطولة أوروبية على مستوى الأندية خمس مرات، وهو أكثر الأندية الإنجليزية تحقيقاً لهذا اللقب، ويتخطاه فقط ريال مدريد وإيه سي ميلان ويتساوى مع بايرن ميونخ. فوز ليفربول بالبطولة الأوروبية الخامسة في 2005، يعني أن النادي امتلك الكأس للأبد وحصل على شارة الفائز المتعدد. ليفربول يحمل الرقم القياسي مشاركة مع يوفنتوس وإنتر ميلان بالفوز بكأس السوبر الأوروبي، البطولة الأوروبية الثانية على مستوى الأندية اربع مرات.
| البطولة                                           | عدد المرات | السنوات تحقيق اللقب |
| ------------------------------------------------- | ---------- | --- |
| دوري كرة القدم الإنجليزي/الدوري الإنجليزي الممتاز | 20         | 1900–01، 1905–06، 1921–22، 1922–23، 1946–47، 1963–64، 1965–66، 1972–73، 1975–76، 1976–77، 1978–79، 1979–80، 1981–82، 1982–83، 1983–84، 1985–86، 1987–88، 1989–90، 2019–20، 2024–25 |
| دوري الدرجة الثانية                               | 4          | 1893–94، 1895–96، 1904–05، 1961–62 |
| دوري لانكشر                                       | 1          | 1892–93 |
| كأس الاتحاد الإنجليزي                             | 8          | 1964–65، 1973–74، 1985–86، 1988–89، 1991–92، 2000–01، 2005–06، 2021–22 |
| كأس الرابطة الأنجليزية                            | 10         | 1980–81، 1981–82، 1982–83، 1983–84، 1994–95، 2000–01، 2002–03، 2011–12، 2021–22، 2023–24                                                                                           |
| الدرع الخيرية/درع المجتمع الإنجليزي               | 16         | 1964، 1965، 1966، 1974، 1976، 1977، 1979، 1980، 1982، 1986، 1988، 1989، 1990، 2001، 2006، 2022                                                                                     |

*إشارة للألقاب المشتركة
| البطولة              | عدد المرات | سنوات تحقيق اللقب                                    | سنوات تحقيق الوصافة                |
| -------------------- | ---------- | ---------------------------------------------------- | ---------------------------------- |
| دوري أبطال أوروبا    | 6          | 1976–77، 1977–78، 1980–81، 1983–84، 2004–05، 2018–19 | 1984–85، 2006–07، 2017–18، 2021–22 |
| كأس الاتحاد الأوروبي | 3          | 1972–73، 1975–76، 2000–01                            | 2015–16                            |
| كأس السوبر الأوروبي  | 4          | 1977، 2001، 2005، 2019                               | 1978، 1984                         |
| كأس العالم للأندية   | 1          | 2019                                                 | 2005                               |

| الثنائية/الثلاثية                                              | العدد | السنوات          |
| -------------------------------------------------------------- | ----- | ---------------- |
| الدوري وكأس الاتحاد الإنجيزي                                   | 1     | 1985–86          |
| الدوري وكأس الرابطة الإنجليزية                                 | 2     | 1981–82, 1982–83 |
| الدوري وكأس أوروبا                                             | 1     | 1976–77          |
| الدوري والدوري الأوروبي                                        | 2     | 1972–73, 1975–76 |
| كأس الرابطة الأوروبية وكأس أوروبا                              | 1     | 1980–81          |
| الدوري وكأس الرابطة الإنجليزية وكأس أوروبا                     | 1     | 1983–84          |
| كأس الاتحاد الإنجليزي وكأس الرابطة الإنجليزية والدوري الأوروبي | 1     | 2000–01          |

*البطولات القصيرة مثل الدرع الخيرية وكأس السوبر الأوروبي لا تدخل في الثنائيات أو الثلاثيات